# 돈바스 전쟁
돈바스 전쟁(러시아어: Вооружённый конфликт на востоке Украины) 또는 우크라이나 전쟁, 동우크라이나 전쟁(우크라이나어: Війна на сході України)은 우크라이나의 돈바스 지역에서 벌어지고 있는 우크라이나 정부군과 돈바스 분리주의 반정부군간의 전쟁이다. 2014년 3월 초 2014년 우크라이나 혁명과 유로마이단 운동의 여파로 인해 우크라이나의 도네츠크주와 루한스크주 등 동부 지역에서 친러파들이 시위를 일으키고 반정부 단체가 만들어졌다. 이 시위는 러시아의 크림 공화국 합병으로 인해 우크라이나의 남동부 지역의 대규모 친러시아 시위로 발전했으며, 이후 도네츠크 인민공화국과 루간스크 인민공화국이 분리주의를 제창하며 독립함에 따라 우크라이나 정부와 전쟁을 시작하게 되었다. 8월 말에는 친러파 군이 최고조에 달했고, 이들 분리주의자 군들은 러시아 시민들이 주도하게 되었다. 러시아 준군사 조직은 전체 반군 조직 중 15%에서 80%로 급속하게 입지를 확장했다.
8월 22일부터 8월 25일 사이, 러시아 측에서 대포, 장교, 인도주의적 호송대들이 우크라이나 정부의 허가 없이 우크라이나 국경을 넘어서 들어간 것이 확인되었다. 이런 러시아의 월경 행위는 친러시아군이 장악한 모든 지역에서 발생한 것으로 확인되었고, 도네츠크주의 노보아조우스크와 같이 정부군이 통제하는 지역에서 넘어든 것으로 알려졌다. 이후, 러시아 국경을 따라서 우크라이나군이 주둔해 있는 곳에 대규모 포격이 진행되었다. 우크라이나 보안원의 원장 발레틴 날리바이셴코는 8월 22일 "러시아가 우크라이나를 향해 직접 침공하기 시작했다"고 말했다. 서방과 우크라이나 측에서는 이러한 사건들을 "러시아가 우크라이나를 비밀스럽게 침공"한다고 말하고 있다. 이 결과, 도네츠크 인민 공화국과 루한스크 인민 공화국은 그 동안 잃었던 영토의 거의 대부분을 다시 회복했다. 이후 2014년 9월 5일에는 민스크 협정을 통해 휴전하였다. 현재까지 양 측에서 산발적인 충돌은 계속되고 있지만 휴전 자체는 계속 이루어지고 있다. 2015년 2월 15일에는 2차 민스크 협정이 맺어지면서 다시 한번 더 협정이 맺어졌다.

## 배경

### 도네츠크주
2014년 우크라이나 혁명의 여파로 동부 우크라이나와 남부 우크라이나 곳곳에서 친러시아 시위가 일어난 이후, 도네츠크주 정부 청사(RSA)에 대한 점령 시도가 있었다. 친러시아 시위대는 3월 1일부터 6일까지 도네츠크 RSA 청사를 점령했으며, 이후 우크라이나 보안원 부대가 진압하였다. 4월 6일, 1,000명에서 2,000명의 사람들이 도네츠크에서 2014년 크림 주민 투표와 비슷하게 독립 국민 투표를 요구하면서 시위를 열었다. 시위대가 RSA를 점령하려고 시도하면서 맨 아래 2개 층을 장악했다. 이들은 특별한 입법 회기가 열리지 않는 경우 지역 관리 없이도 국민 투표를 열 수 있으며, 이들은 "시민의 주지사"가 지방 정부를 통치하고 선출되었던 모든 지역 국회위원과 시의원은 무효라고 주장했다. 이러한 요구 사항을 발표한 이후, RSA을 장악한 시위대는 회의를 한 이후 우크라이나에게서 독립한다고 발표했다. 이들은 도네츠크 인민 공화국(DPR)의 독립을 선포했다.

### 루한스크주
루한스크주의 불안 사태는 4월 6일 1,000명의 시위대가 루한스크에 있는 우크라이나 보안원(SBU) 청사를 포위하고 장악하면서 시작되었다. 이러한 행동은 도네츠크와 하르키우에서도 나타났다. 시위대는 건물에 바리케이드를 설치하며, 모든 체포된 분리주의 지도자를 풀어줄 것을 요구했다. 경찰은 SBU 청사를 탈환했지만, 시위대는 건물 밖의 "인민 의회"에서 재집결하여 "인민 정부"를 결성했으며, 러시아에서 연방화하거나 러시아 주의 하나로 편입해 달라고 요구했다. 이 의회에서, 발레리 볼로토프가 "시민의 주지사"로 선출되었다. 5월 11일, 주의 자치 정부를 만들어 독립할지, 러시아 연방의 하나로 편입될지를 결정하는 주민투표를 5월 18일에 연다고 발표했다.
4월 27일에는 루간스크 인민 공화국(LPR)의 독립을 선언했다. 이 공화국의 대표는 우크라이나 정부에게 모든 시위대에 대한 사면을 요구하고 공식 언어로 러시아어를 선정하였으며, 이 정부의 지위에 대한 주민 투표를 열었다. 이들은 키이우에서 4월 29일 14시 00분까지 요구 사항을 받아들이지 않을 경우, 도네츠크 인민 공화국과 협력하여 반란을 일으킬 것이라는 최후 통첩을 내렸다.

## 역사

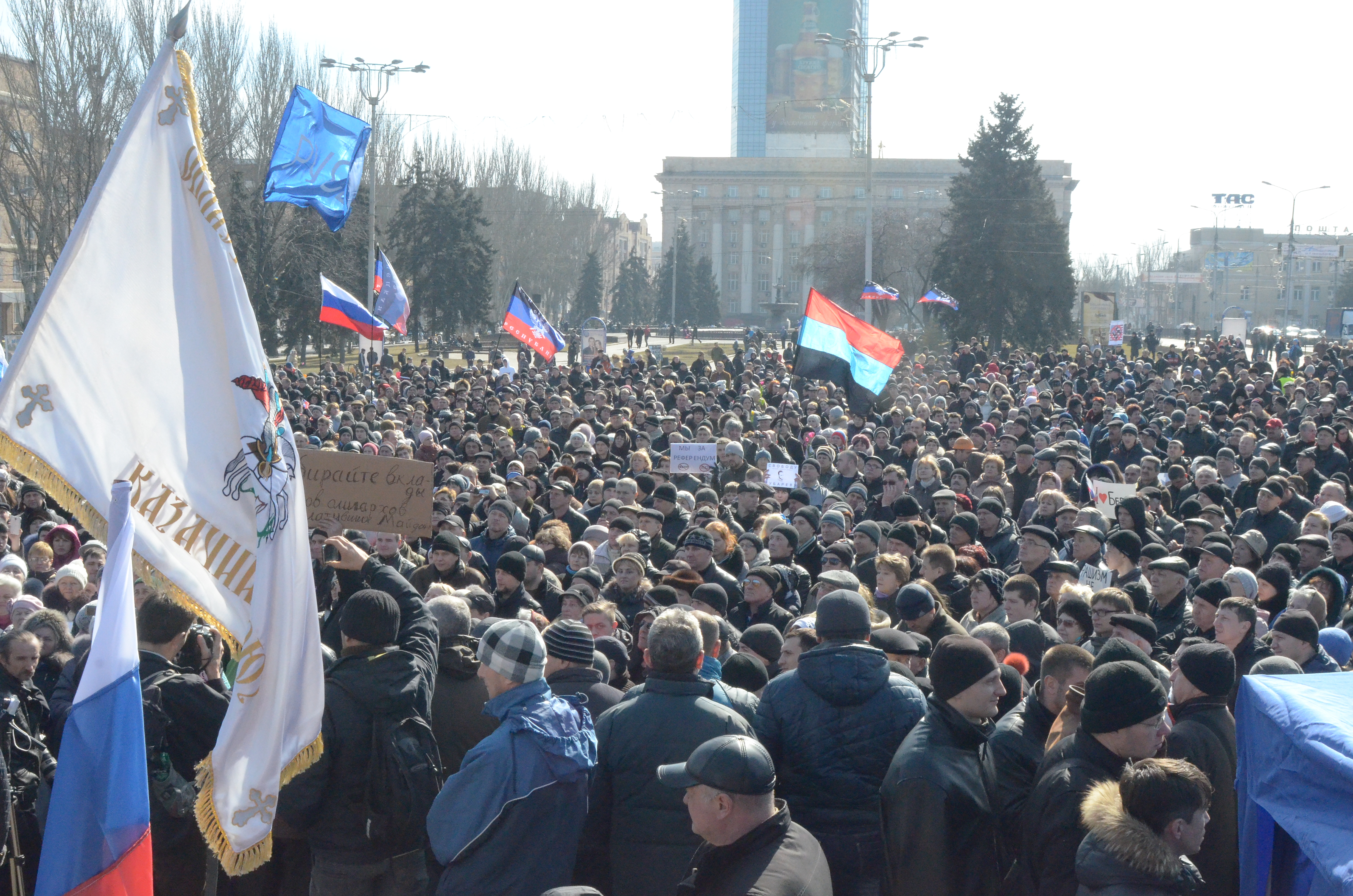
도네츠크의 친러시아 시위대.

도네츠크 RSA를 장악한 시위대가 도네츠크 인민 공화국의 독립을 선언한 이후, 친러시아 단체들이 도네츠크주 곳곳의 전략적 인프라를 장악하고, 지역 공무원은 일을 계속하기 위해서는 인민 공화국에게 "충성을 맹세"해야 했다. 4월 14일, 친러시아 시위대가 마리우폴, 슬로우얀스크, 크라마토르스크, 예나키예베, 마키이우카, 드루주키우카, 즈다니우카 등의 많은 주청사를 장악했다.

### 1차 교착 상태
이렇게 우크라이나 동부의 불안 사태가 확대되자, 우크라이나의 대통령 권한대행 올렉산드르 투르치노우는 도네츠크주의 분리주의 운동에 대한 "대테러 작전"을 시작한다고 발표했다. 우크라이나 내무부 장관인 아르센 아바코프는 4월 9일 도네츠크주의 불안 사태는 협상이나 무력의 사용을 통해 48시간 내에 진정될 것이라고 말했다. 대통령 권한대행 올렉산드르 투르치노우는 도네츠크 RSA를 "보호 상태 하에" 놓여 탈환시키는 법령에 서명했다. 또한, 시위대에게는 무기를 내려놓으면 사면시킬 것이라는 제안도 하였다.

### 장악 영토의 확대

#### 도네츠크
4월 12일, 친러시아 무장 세력이 도네츠크의 우크라이나 내무부 청사를 포위하고 점령했다. 이후, 무장 세력과 내무부 사이의 협상에 따라 내무부 도네츠크 부 국장은 사임을 발표했다. 2월에 일어난 우크라이나 혁명 이후 해체되었던 특수경찰 베르쿠트도 분리주의자의 작전에 참여하기 시작했다. 참여한 이후 무장 세력은 도네츠크주에서 점령 지역을 확대하기 시작했다. 도네츠크 도시의 시청 건물은 4월 16일 무장세력의 습격으로 점령당했다. 이후 무장세력의 후속 작전으로 4월 27일에는 TV HQ의 방송국 건물이 점령당했다. TV HQ 방송사 건물을 장악한 후, 친러시아 무장 세력이 러시아어 TV 채널을 방송하기 시작했다. 5월 4일, 도네츠크 도시의 경찰서 본부에서 도네츠크 인민 공화국의 국기가 계양되었다.

#### 슬로우얀스크
4월 12일, 분리주의 무장 세력이 도네츠크주의 북부에 위치한 슬로우얀스크의 행정 청사, SBU 청사, 경찰서 등을 점령하고 도시를 통제했다. 이 무장세력은 슬로우얀스크의 시장인 넬랴 스테파에게 환영받았고 건물은 "자원군"과 "시위대"가 점령하고 있는 것이라고 말했다. "슬로우얀스크가 러시아를 한 형제라고 생각한 이상 그들에게 반대할 수 없을 것이며 러시아와 싸우지 않을 것" 이라고 시장이 말했다. 점령한 경찰서에 모인 사람들이 무장 세력에 대한 지지를 표명하며 모여들었다. 우크라이나 저널리스트는 "키이우로 돌아가라"라고 소리치고 있다고 말했다. 이후 넬랴 스테파는 구금되었고, 자칭 "시민의 시장"인 뱌체슬라프 포노마료프가 슬로우얀스크의 시장이 되었다. 분리주의자들은 도시 내의 경찰서 무기고를 점령하고 총기 수백정을 노획했으며, 이는 도시를 탈환하기 위해 "반테러 작전"을 준비하고 있는 우크라이나 정부를 자극하게 되었다. 4월 13일에는 우크라이나 정부의 반격이 시작했다. 이 결과, 도시 내에서는 친러시아 군과 우크라이나 육군 사이 교착 상태로 빠지게 되었다. 우크라이나군은 7월 5일이 돼서야 이 도시를 점령했으며, 약 15,000명에서 20,000명의 사람들이 난민이 되었다.

#### 크라마토르스크
도네츠크 북부의 도시인 크라마토르스크에서 4월 13일 분리주의자가 경찰서를 공격하여 총격전이 일어났다. 돈바스 인민군(현 노보로시야 연방 육군)의 구성원인 전투가들은 나중에 경찰서를 점령했다. 이들은 경찰서 마크를 떼버리고 이 곳에 도네츠크 인민 공화국의 국기를 계양했다. 그리고, 분리주의자들은 도시 시장 및 공무원에게 다음주 월요일까지(4월 14일) 공화국에게 충성을 맹세하지 않으면 사무실에서 쫓아내겠다는 최후 통첩을 발표했다. 이와 동시에, 시위대가 시청사를 포위하고 점령한 이후 시청에 도네츠크 인민 공화국의 국기를 계양했다. 공화국 대표는 점령한 경찰서 밖에서 지역 주민들을 맞아들었지만, 군중에게는 야유를 듣게 되었다.
5월 2일~3일에 우크라이나 정부의 "대테러 작전"의 일환으로 반격 작전을 시작한 이후, 무장 세력들은 크라마토르스크의 SBU 청사로 근거지를 옮겼다. 그럼에도 불구하고, 우크라이나군은 알 수 없는 이유로 도시에서 철수했으며 분리주의자들은 재빨리 도시를 다시 점령했다. 이후 전투는 7월 5일까지 계속되었으며 이후 우크라이나 정부군이 크라마토르스크를 점령했다.

#### 호를리우카
4월 12일, 무장세력이 경찰서를 점령할려는 시도를 했지만 실패했다. 우크라이나의 신문 우크라인스카 프라우다에서 경찰은 이 점령 시도의 목적은 무기고를 장악하기 위한 것이었을 것이라고 인터뷰했다. 그는 "범죄자와 테러리스트"로부터 건물을 보호하기 위해 필요한 경우 무력을 사용할 것이라고 말했다. 그러나, 4월 14일 무장세력은 대치 이후 호를리우카 경찰서를 점령했다. 지역 경찰의 일부는 이전에 도네츠크 인민 공화국으로 망명했으며, 나머지 사람들은 사무실에서 후퇴하여 무장세력이 경찰서를 점령했다고 말했다. 지역 경찰서장은 포로가 되었고 반군에게 구타당했다. 호를리우카 시의회 의원인 볼로디므르 라바크(Volodymyr Rybak)는 4월 17일 친러시아 반군으로 추정되는 마스크를 쓴 남자에게 납치당했다. 그의 시체는 4월 22일 강에서 발견되었다. 4월 30일에는 호를리우카 행정 건물을 점령하면서 도시 점령을 고착화하고있다. 호를리우카의 시장이라고 주장하는 볼로디미르 콜로시니우크(Volodymyr Kolosniuk)는 7월 2일 "테러 활동" 가담 혐의로 SBU에게 체포되었다.

#### 마리우폴
4월 13일, 도네츠크 인민 공화국의 시위대는 마리우폴의 행정 청사를 장악했다. 우크라이나 정부는 4월 24일 이 건물을 "해방시켰다"라고 발표했지만, 건물 주변의 BBC의 인터뷰는 지역 주민들이 막아버렸다.
우크라이나 국가방위군이 도시 시청사를 탈환하면서 5월 초부터는 정부군과 친러시아 군 사이 충돌이 점점 커졌다. 친러시아군은 재빨리 시청사를 재점령했다. 무장세력은 지역 경찰서 공격을 시작하면서 우크라이나 정부는 선봉대를 마리우폴로 보냈다. 정부군과 친러시아 군 사이 치열한 고지전으로 행정 건물은 불에 탔다. 그러나, 정부군은 친러시아군을 쫓아내지 못하면서 마리우폴에서 전투는 격화되었다. 그런데, 5월 16일 현지 경찰과 보안군과 함께 메틴베스트(Metinvest) 철강 노동자가 도시 행정 건물과 시청사를 점령하고 있던 반군을 공격했다. 대부분의 친러시아군이 도시를 떠났고, 나머지 몇몇 사람들은 비무장인 채로 남겨졌다. 이에도 불구하고, 도시 내에서 도네츠크 인민 공화국 본부는 그대로 남아있었으며, 불타버린 행정 청사 밖에서 친러시아 시위대를 계속 볼 수 있었다.
우크라이나 정부군은 6월 13일 주방위군의 지원으로 마리우폴을 점령했다. 도네츠크 인민 공화국 본부도 장악했다. 마리우폴은 현재 친러시아군이 장악한 도네츠크 도시 대신에 도네츠크주의 주도로 선포되었다.

#### 기타 도시
돈바스 지역의 많은 소도시도 분리주의자가 장악하게 되었다.
4월 12일에는 아르테미우스크(바흐무트)에서 분리주의자가 내무부 사무실을 점령하는 데에는 실패했지만, 행정건물을 점령하고 이 곳에 도네츠크 인민공화국의 국기를 계양했다. 예나키예베와 드루주키우카의 행정건물도 점령당했다. 4월 12일, 우크라이나 경찰이 크라스니리만의 내무부 청사 공격을 격퇴했지만, 나중에 전투 이후 친러시아 반군이 건물을 점령했다. 이후 돈바스 인민군으로 이루어진 친러시아 군사가 4월 13일에 샤흐타르스크 지역 청사를 점령하고, 4월 14일에는 즈다니우카 행정청사를 점거했다. 4월 16일에는 시위대가 크라스노아르미스크, 노보아조우스크 도시 청사를 점령하고 도네츠크 인민 공화국의 국기를 계양했다. 4월 18일에는 시베르스크의 지역 청사가 점령되었다. 이 점령 이후에는 현지 경찰들이 친러시아 군사와 협력하고 있다고 말했다. 4월 20일에는 4월 13일부터 점령하고 있던 예나키예베의 친러시아 시위대가 사라졌다. 이에도 불구하고, 5월 27일이 돼서야 우크라이나 정부가 예나키예베를 점령했다. 4월 22일에는 친러시아 시위대가 코스탼티니우카를 점령하고 도네츠크 인민 공화국의 주요 신문 발행 사무실을 점령했다.
4월 24일에는 70~100명가량 되는 무장세력이 돌격소총과 유탄 발사기로 아르테미우스크의 무기고를 공격했다. 이 무기고에는 전차 30대가 있었다. 우크라이나 정부군은 반군을 격퇴하려고 시도했으나, 상당수가 반군의 공격으로 부상을 입은 후 퇴각했다. 우크라이나 내무부 장관인 아르센 아바코프는 러시아 전투가 알렉산드르 모자헤프(Alexander Mozhaev)를 언급하며 반군이 "광범위한 곰"의 사람이 이끌고 있다고 말했다. 4월 28일, 30명의 반군이 코스탼티니우카의 경찰 본부를 점령했다. 다음 날, 페르보마이스크 도시 행정부가 루간스크 인민 공화국 소속 병사에게 점령당하고 루한스크 인민 공화국의 국기가 계양되었다. 같은 날, 반군이 알체우스크 행정 건물을 점령했다. 크라시니루치에서는 도시 행정부가 주민 투표를 열라는 요구에 승복하고 5월 11일 선거를 열고 행정부 건물에는 러시아 국기가 계양되었다.
5월 1일, 반군은 스타카노프 행정 건물을 점령했다. 일주일 후에는 지역 경찰서, 비즈니스 센터, SBU 청사 등을 점령했다. 5월 5일에는 반군이 로벤키의 경찰서를 점령하지만 제빨리 탈출했다. 같은 날, 슬로비아노세르브스크 경찰 본부는 루한스크 인민 공화국 소속 루한스크 남동군이 점령했다. 안트라트시트는 돈 카자크 세력 몇 명이 점령했다. 5월 7일에는 반정부군이 세베로도네츠크의 검찰청 건물을 장악하기 위해 포위를 계속했다. 그 다음 날에는 루한스크 인민 공화국의 지지자들이 스타로빌스크 청사를 장악했다.

### 정부군의 반격

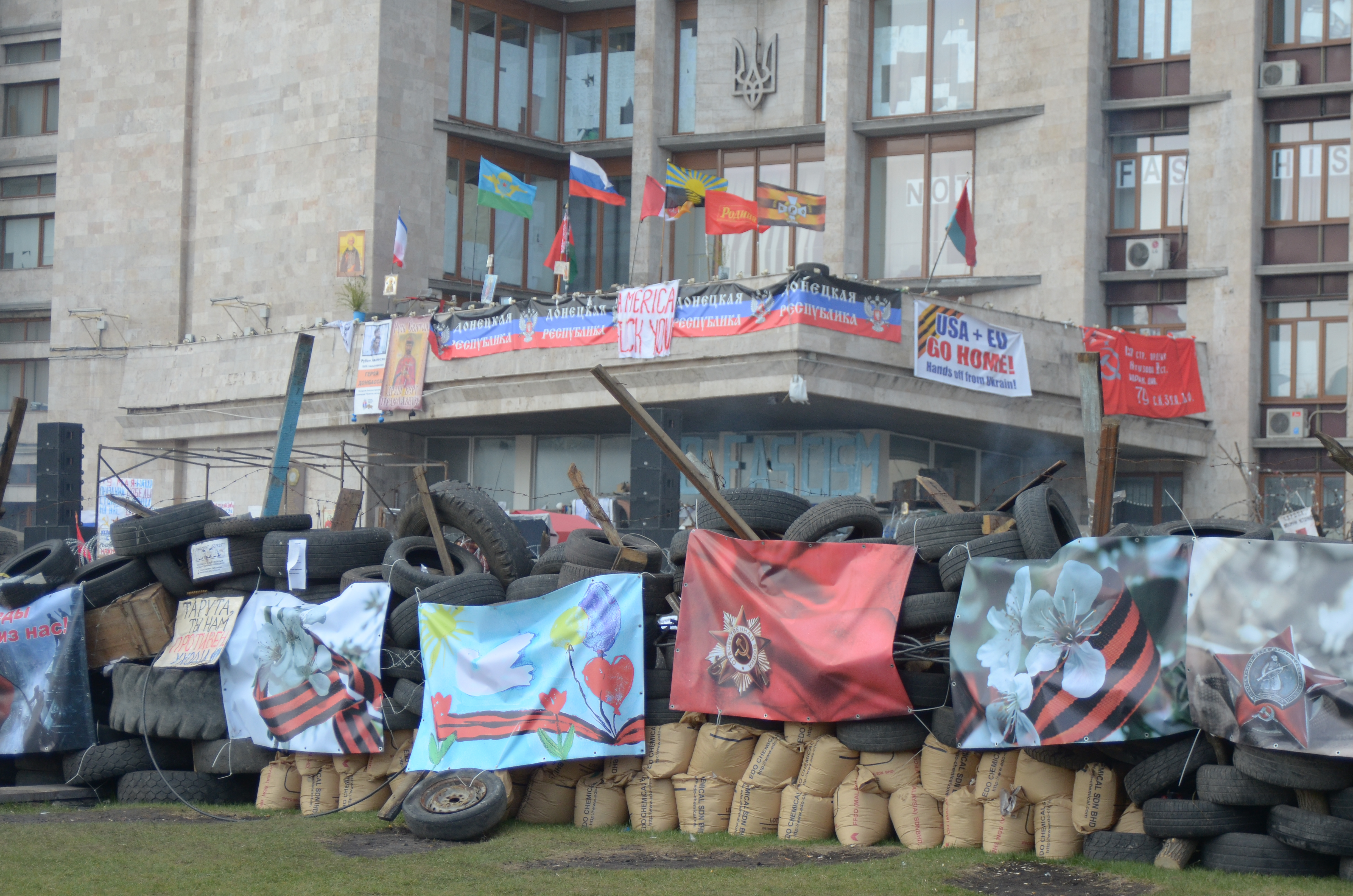
반서방 구호를 붙인 도네츠크 RSA의 바리케이드.

내무부 장관인 아르센 아바코프는 4월 9일 분리주의자들 문제는 48시간 내에 협상이나 무력을 통해 해결할 수 있다고 말했다. 그는 국영 통신사인 우크라인포름에서 "이 충돌을 해결하기 위한 두 가지 방법이 있다. 하나는 정치적인 대화이고 하나는 고압적인 접근이다. 우리는 둘 다 모두 할 준비가 되어 있다."라고 말했다. 이 당시 대통령 올렉산드르 투르치노우는 이미 분리주의자들이 점령하고 있던 도네츠크 행정 청사 건물을 "보호 상태"로 만들기 위해 탈환한다는 법령에 서명했다. 그는 분리주의자들에게 무기를 내려놓고 항복할 경우 사명하겠다는 유화 정책도 펼쳤다. 4월 11일, 우크라이나의 총리인 아르세니 야체뉴크는 그 당시 "법적 대응"에 관해서는 반대했지만, 우크라이나 정부가 용납할 수 있는 범위에는 "한계가 있었다."라고 말했다.
도네츠크주 전역에 걸쳐 분리주의 운동이 확산되고 이들이 무기를 내려놓는 것에 대해 거부하자 투르치노우는 4월 15일 저항세력에 관해 군사적 대응을 하겠다고 말했다. 반격 작전의 일환으로, 우크라이나 정부군은 크라마토르스크의 비행장에서 돈바스 인민군과 교전한 이후 비행장을 탈환했다. 여기서 적어도 4명이 사망했다.
우크라이나 정부군이 비행장을 탈환한 이후, 탈환 작전을 지시한 지휘관 바실리 쿠르토프는 우크라이나군이 지역 주민들에게 발포한 이유를 말하라는 적대적인 군중들에게 둘러싸였다. 쿠르토프는 자신들의 군을 비행장에서 다시 후퇴시켰다. 이들은 군대가 기지 밖으로 떠나지 말라는 맹세를 하라는 시위대에게 막혀버렸다. 나중에 쿠르토프는 기자들에게 "만약 (분리주의자가) 무기를 내려놓지 않으면, 그들은 파괴될 것이다."라고 말했다.
4월 16일, 돈바스 인민군이 크라마토르스크에서 항복했던 우크라이나 25 공수 여단에게서 노획한 병력 수송 장갑차 6대를 동원하여 슬로우얀스크를 점령했다. 보고서에서는 화가 난 주민들에게 길이 막힌 후 여단이 무장해제 당했다고 말했다. 또 다른 사건으로는 슬로우얀스크 남쪽의 프쳬욜키노(Pchyolkino)에서 마을 주민 수백명이 우크라이나 장갑차 14대 대열을 포위한 일이 있었다. 협상 이후 돌격소총에서 탄창을 빼버린 후에야 군대가 다시 장갑차를 몰 수 있었다. 이 사건들로 인해 올렉산드르 투르치노우는 25 공수 여단을 해체했다. 한편, 마리우폴의 우크라이나 국가방위군 초소에서 돈바스 인민군이 습격했으나 실패하여 인민군 병사 3명이 사망하고 11명이 부상을 입었으며 63명이 포로가 되었다.

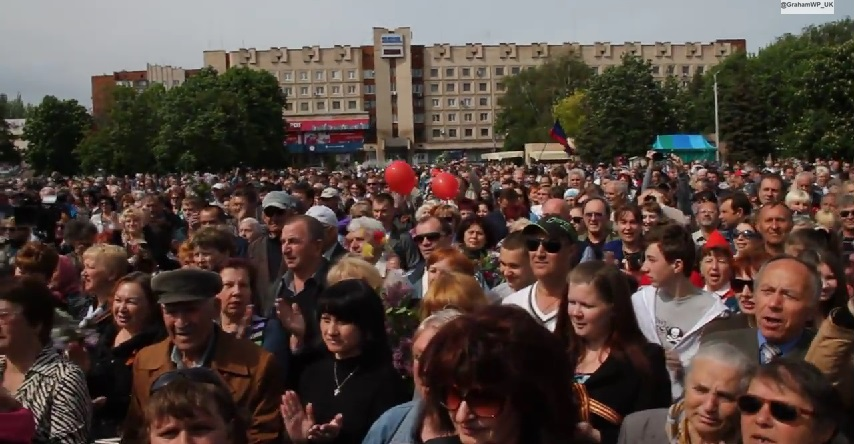
2014년 5월 9일, 슬로우얀스크를 행진하는 친러시아 시위대.

투르치노우는 4월 22일 지역 정치인 2명이 "고문으로 인해 사망"한 것이 밝혀지자 친러시아 세력에 대해서 교착 상태인 반격을 재시작하라고 명령했다. 정치인인 볼로디미르 라베크는 슬로우얀스크 근처에서 친러시아 세력에게 납치당한 이후 살해된 채로 발견되었다. 투르치노우는 "도네츠크주에서 인질 테러의 효과는 이제 너무 멀리 가버렸다"라고 말했다. 우크라이나 내무부는 우크라이나군이 4월 23일 슬로우얀스크 근처의 시비아토고르스크(Sviatogorsk) 도시를 탈환했다고 말했다. 또한, 국방부 장관은 크라마토르스크 근처의 모든 전략적 중요 지점을 장악했다고 말했다.
내무부 장관인 아르센 아바코프는 4월 24일 친러시아 시위대와 수 차례 충돌이 일어난 끝에 마리우폴 행정부 청사를 장악했다고 말했다. 이에도 불구하고, BBC 방송은 우크라이나군과 마리우폴 시장이 이른 아침에 건물을 점령했지만 그날 오후에 건물을 포기했다고 말했다. 마리우폴의 친러시아 시위대는 건물 내부를 공격한 우크라이나 민족주의자를 비난했지만, 도네츠크 인민 공화국이 다시 점령했다고 말했다. 공화국 대표인 이리나 보로포예바는 "우리 도네츠크 인민 공화국은 여전히 건물을 점령하고 있다. 그들은 탈취하려는 시도를 했지만 실패했다"라고 말했다.
같은 날, 우크라이나 정부 관리가 우크라이나 정부군은 슬로우얀스크를 탈환하기 위한 작전을 펼쳤으나, "러시아 침공"의 위협 증가로 인해 작전이 취소되었다고 말했다. 러시아군이 우크라이나 국경 10km 내로 동원한 것이었다. 또한, 공무원이 이날 작전 중 7명이 사망했다고 말했다. 나중에 투르치노우 대통령 권한대행은 성명을 발표하면서 슬로우얀스크에서 벌어지는 인질 위기 등으로 인해 "대테러 작전"이 재개될 것이라고 말했다. 5월 6일에는 전투로 인해 우크라이나 병사 14명이 사망하고 63명이 부상을 입었다.
5월 7일 이른 아침에 우크라이나 국가방위군이 하룻동안 반정부군과 큰 전투를 펼친 끝에 마리우폴 도시 행정 청사를 장악했다고 말했다. 반정부 시위대는 정부군이 작전 도중 "독가스"를 살포하고 있다고 주장하며, 국가방위군이 철수한 후 건물을 다시 차지할 때 부상자 다수가 발생했다고 말했다. 5월 7일부터 도네츠크 인민 공화국의 국기가 다시 계양되어 있다.
5월 9일, 우크라이나 정부군은 반정부군에 대한 도 다른 공세를 다시 시작했다. 경찰이 점령된 건물에 공격하는 동안, 정부군이 공세를 펼쳐 반정부군이 도주했다. 아르센 아바코프는 반정부군 60명이 우크라이나군이 아닌 경찰서를 공격했으며, 경찰 및 기타 정부군이 반정부군을 격퇴했다고 말했다. 반정부군 6~20명이 사망했으며, 경찰은 1명 사망했다고 밝혔다. 반정부군 4명을 포로로 잡았으며, 경찰 5명이 부상을 입었다. 전투 도중 병력 수송 장갑차 1대가 친러시아 시위대에게 노획되었다고 말했다. 충돌 이후, 친러시아군이 시내 중심가에 바리케이드를 구축했다. 동시에, "우크라이나 국영 뉴스"는 도네츠크 근처에서 친러시아군이 정부군을 무장 해제할려는 시도를 벌였다고 말했다. 정부군은 친러시아군에게 경고탄을 발사했으며, 분리주의자 100여명을 체포했다고 말했다. 또한, 드루주키브카 근처의 알려지지 않은 우크라이나 정교회 (모스크바 총대주교청) 주교가 분리주의자와 협상을 시도했으나, 8번의 총격을 맞고 사망했다. 이는 정교회와 검찰에게 확인되었다.

### 주민투표 이후 전투

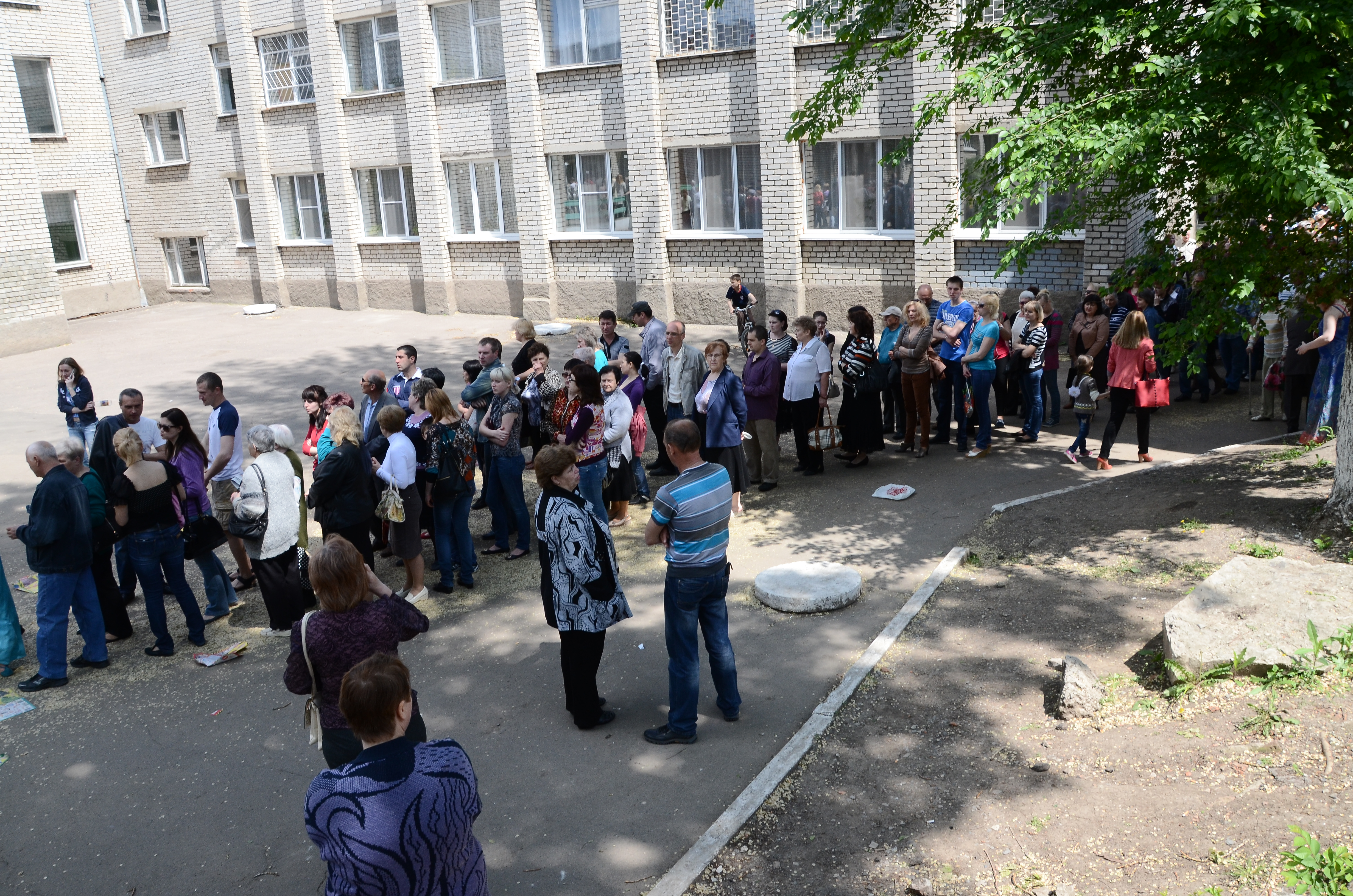
친러시아 분리주의자가 조직한 주민 투표의 모습. 2014년 5월 11일 도네츠크에서 사람들이 줄을 서는 모습이다.

5월 12일에 도네츠크주와 루한스크주의 주민 투표의 결과가 나온 이후, 돈바스 인민군의 지휘관인 이고리 기르킨은 자신을 "도네츠크 인민 공화국의 최고사령관"으로 명명했다. 그의 법령에서 그는 이 지역에 주둔하는 모든 군인은 48시간 이내에 충성을 맹세해야 하며, 이 지역에 남아있는 모든 우크라이나 정부군은 "그 자리에서 파괴시킬 것"이라고 말했다. 또한, 그는 러시아에게 "나토 개입의 위협을 방지하고" "대량 학살을 막기 위해" 군사적 지원을 허용해 달라고 말했다. 도네츠크 인민 공화국의 대통령인 파벨 구바레프는 5월 15일에 계엄령을 선포하여 그날 21:00까지 우크라이나 정부군이 후퇴하지 않을 경우 우크라이나 정부군은 "완전한 종말"을 보게 될 것이라고 말했다. 마찬가지로, 루한스크 인민 공화국의 대통령인 발레리 볼로토프는 5월 22일에 계엄령을 선포했다.
도네츠크를 기반으로 한 철강 거물 리나트 아흐메토프는 5월 20일 분리주의자 집회에 도네츠크 지역 내 자기 공장 직원 30만명을 동원했다. 집회의 시작을 알리기 위해, 정오에 공장 전체에서 사이렌이 울렸다. 소위 "평화 행진"이라고 불러진 도네츠크 돈바스 아레나에서 일어난 시위는 정오에 자동차 경적을 울리면서 진행되었다. BBC와 우크라인스카 프라우다는 일부 차량이 분리주의자에게 공격을 받았으며, 무장 괴한이 도시 내의 여러 참여하지 않은 택시회사 사무실들에게 경고를 보냈다고 말했다. 도네츠크 인민 공화국에게 세금을 납부하라는 것에 대해 아흐메토프가 거부하자, 5월 20일 인민 공화국의 국무회의 의장이 된 데니스 푸실린은 공화국은 아흐메토프의 자산을 국유화할 것이라고 말했다. 5월 25일, 2천명에서 5천명의 시위대가 아흐메토프의 저택으로 행진하면서 아흐메토프의 재산을 국유화하라고 주장하며 "아흐메토프는 시민의 적이다!"라고 시위대가 외쳤다.
5월 22일, 볼노바하 도시 근처의 체크포인트에서 친러시아군의 공격으로 인해 군인 18명이 사망했다. 공격하는 동안 병력 수송 장갑차 3대와 트럭 여러 대가 파괴되었고, 친러시아군 1명이 사망했다. 같은 날, 루한스크 근처의 루비지네에서 약 100여명의 병사로 구성된 호송대가 다리를 건너려고 시도했고 친러시아군 점령 영역으로 공세를 펼쳤다. 이들은 약 300명에서 500명의 반란군에게 공격당했다. 하루 종일 전투가 일어난 이후, 정부군 병사들은 후퇴했다. 정부군 2명에서 14명이 사망했으며, 친러시아군 7명에서 20명이 사망했다. 병력 수송 장갑차 3대와 트럭 1대가 파괴되었고, 또 다른 장갑차 3대는 친러시아군이 노획했다. 내무부에서는 일부 친러시아군이 러시아에서 루한스크주를 점령하려 시도했으나, 국경수비대에게 격퇴되었다고 말했다.
5월 22일 파벨 구바레프가 신러시아당을 설립하면서, 도네츠크 인민 공화국 대표와 루한스크 인민 공화국 대표는 노보로시야 연방국 국가 연합을 창설하는 조약에 체결했다. 또한, 친러시아군은 하르키우, 헤르손, 드니프로페트로우스크, 미콜라이우, 자포리자, 오데사를 포함한 우크라이나 남부와 동부 대부분의 지역을 통합한다는 계획을 만들었다. 또한, 이 서명한 조약에서 러시아 정교회를 국교로 하고 주요 산업을 국유화한다는 계획도 밝혔다.

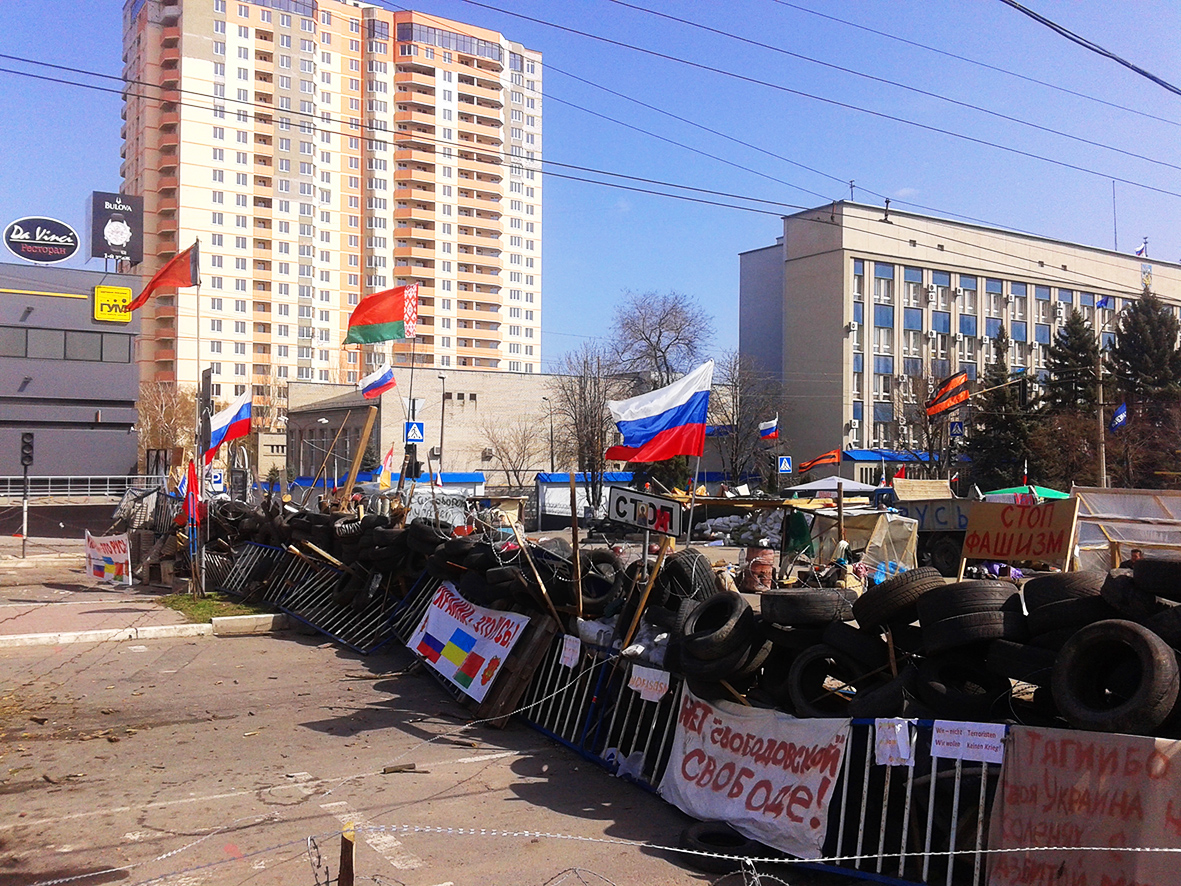
루한스크의 분리주의자 바리케이드.

5월 23일, 도네츠크의 북서쪽에 위치한 하르리비카에서 친정부 민병대인 돈바스 대대가 이 마을 근처 분리주의자가 장악한 체크포인트를 점령하려 시도했다. 이들은 노획한 장갑차 1대를 포함한 150명에서 200명의 분리주의자 공격을 받았다. 친정부 민병대는 분리주의자들에게 포위를 당해 6대 1로 열세에 놓였지만, 우크라이나 민족주의자 단체 우익 섹터의 지원으로 대대의 일부가 탈출할 수 있었다. 이 전투로 인해 돈바스 대대 5명과 분리주의자 4명이 사망했다. 친정부 민병대 20명이 부상을 입었으며, 적어도 4명이 포로가 되었다. 우익 섹터의 참여는 돈바스 대대의 지도력에 논쟁을 가져오게 되는 계기가 되었다. 친러시아 지도자 이고리 베즐레르는 그기 포로로 잡은 친정부 민병대를 모두 처형했다. 또한, 또 다른 친러시아군 지휘관은 친러시아군 4명이 사망하고 친정부 민병대 10명이 사망했으며 민간인 2명이 사망했다고 밝혔다. 같은 날, 친러시아군이 친정부 민병대인 "우크라이나 대대"가 점령한 토레즈의 지방 정부 건물을 공격하려다 친러시아군 2명이 사망했다고 밝혔다.

#### 공항 탈환전과 루한스크 전투
5월 26일 아침, 보스토크 대대를 포함한 약 200명의 친러시아 반군이 도네츠크 국제공항의 중앙 터미널을 점령하고 주위에 바리케이드를 설치하며 정부군의 청수를 요구했다. 이러한 요구가 나온 직후, 우크라이나 국가방위군은 친러시아 반군에게 항복하라고 최후 통첩을 내렸다. 이 최후 통첩은 거부되었다. 정부군은 낙하산병과 폭격을 동원하여 반군에 대한 공격을 시작했다. 또한, 정부군은 공격 헬리콥터도 사용했다. 이들은 반군이 사용하는 대공포를 공격했다. 이 전투로 인해 민간인 수 명이 포로가 되고 반군 40명 가까이가 사망했다. 부상병을 후송하던 트럭 2대가 공항에서 매복하던 정부군의 공격으로 파괴되어 반군 15명에서 35명이 사망했다.
공항에서 전투가 일어나는 동안, 도네츠크 도시의 드루즈바 아레나가 친러시아군에게 약탈당해 건물이 파괴되고 감시장비가 파괴되었으며, 완전히 불에 타 버렸다. 동시에, 도네츠크의 경찰이 호를리우카 근처의 마을에서 우크라이나 경찰관 2명을 살해했다. 모스크바 타임즈에서는 두 사람은 "도네츠크 인민 공화국의 서약을 깼기 때문에" 처형당했다고 인터뷰했다.
5월 28일에는 루한스크 인민 공화국 계열 반군이 우크라이나 국가방위군을 공격했다. 리아 노보스티에서는 국가방위군 병사 80명이 반군에게 항복했다고 말했지만, 국가방위군 측에서는 공격한 반군과 국가방위군 모두 사상자가 있었다라는 성명을 발표했다. 이 전투로 인해 적어도 국가방위군 병사 1명과 반군 1명이 사망했다.

### 5월 ~ 6월 전투의 확대
우크라이나 국방부 장관인 미할로 코발에 따르면, 5월 30일 도네츠크주의 남쪽과 서쪽, 루한스크주의 북쪽에서 우크라이나 정부군이 친러시아군을 완전히 일소했다고 말했다. 같은 날, 도네츠크 공항에서 전투 후 친러시아군이 사망한 시체를 수습하던 도중 반군 6명이 총격으로 사망했다. 우크라이나 육군 대변인은 공항에서 일어난 두 번의 공격을 격퇴했으며, 정부군에서 부상자는 없다고 말했다. 한편, 도네츠크 인민 공화국 내부에서 쿠데타가 일어나 권력이 바뀌었으며, 국제공항 전투에서 사망한 러시아인 병사 중 일부는 유해가 본국인 러시아로 되돌려졌다고 말했다.

#### 루한스크 국경 포위전
5월 31일, 친러시아군과 우크라이나 국경수비대와의 교전으로 인해 친러시아군 2명이 사망했다. 이틀 후인 6월 2일, 루한스크주의 국경에서 친러시아군 500명이 국경수비대를 공격하여 이 중 5명이 사망했다. 이 전투로 인해 국경수비대 11명과 친러시아군 8명이 부상을 입었으며, 민간인 1명이 사망했다. 같은 날, 루한스크주의 RSA 청사에서 폭발로 인해 7~8명이 사망했다. 친러시아군은 이를 정부가 공습했다고 주장했지만, 우크라이나 정부는 이를 부인하고 친러시아군이 발사한 지대공 미사일이 오폭한 것이라고 주장했다. 유럽 안보 협력 기구(OSCE)의 "제한된 관찰"을 기반으로 한 이에 대한 보고서에서는 이 폭발 사고는 친러시아군이 주장한 바와 같이 공습으로 확인된다고 발표했다. 우크라이나군은 나중에 루한스크 지역에서 약 150회의 공습을 했다고 인정했다.

#### 계속되는 전투

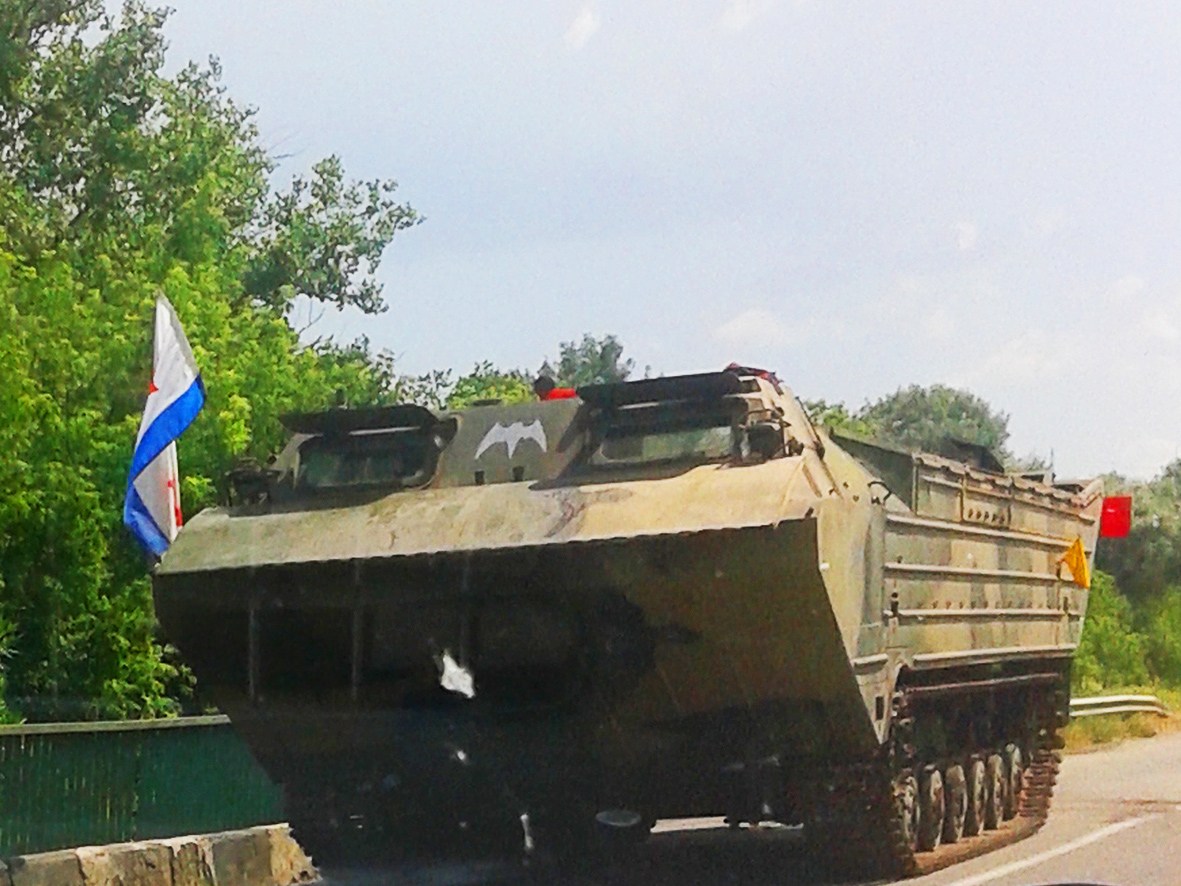
세베르스키도네츠강의 스챠스탸 근처의 강에서 찍은 친러시아군의 PTS-2.

우크라이나 정부군은 6월 3일 세메니브카에서 친러시아군의 거점을 파괴하고 크라스니리만을 재점령했다. 이 전투 도중 군인 2명이 사망하고 45명이 부상을 입었다. 우크라이나 육군 대변인은 이 전투로 친러시아군 300명이 사망하고, 500명이 부상을 입었다고 말했다. 반대로, 친러시아군은 10~15명이 사망했다고 말했다. 또한, 친러시아군은 크라스니리만의 병원에서 적어도 25명이 사망했다고 말했다. 이 상반되는 보고는 확인되지 않았으며 서로 상대측의 주장을 부인하고 있다.
다음 날, 친러시아군은 포위한 루한스크 국경 지역을 점령했으며, 루한스크 도시 근처 우크라이나 국가방위군 기지도 점령했다. 이 지역에서의 전투로 친러시아군 6명이 사망하고 정부군 3명이 부상을 입었다고 말했다. 또한, 스베르드로브스크의 국경 지역도 친러시아군이 점령했다. 국가방위군은 탄약이 다 떨어진 후 기지가 점령당했다. 또한, 친러시아군은 점령한 국경 지역에서 방대한 양의 군수품을 노획했다.
6월 5일에는 마리니비카의 또 다른 국경 지역이 공격받았다. 정부 관계자는 이 전투로 친러시아군 15~16명이 사망했고 5명이 부상을 입었다고 밝혔다. 6월 7일에는 도네츠크 도시의 RSA에서 경쟁 관계의 친러시아군 끼리 충돌로 인해 총격전이 일어났다. 이 전투로 인해 도네츠크 인민 공화국의 부통령인 맥심 페트루킨이 사망하고 대통령 데니스 푸실린은 부상을 입었다.

#### 러시아 전차의 급습
우크라이나 정부는 6월 11일 러시아와 우크라이나 도네츠크주 사이 국경에서 러시아 전차가 우크라이나 국경을 넘었다고 말했다. 우크라이나 내무부 장관인 아르센 아바코프는 "우리 정보에 따르면, 아침에 스니즈네에서 장갑차, 대포, AMV, 전차 및 기타 중장비가 러시아에서 우크라이나 국경을 넘은 것이 확인되었다"라고 말했다. 또한, 우크라이나 정부군이 이 장갑차 대열의 일부를 파괴했으며 전투가 진행 중이라고 덧붙였다. 로이터지는 도네츠크 도시에서 러시아 소속 전차 3대를 발견했다고 전했고, 미국 국무부의 국무부 정보조사국에서도 러시아가 실제로 우크라이나 친러시아군에게 중무기와 함께 전차를 보냈다고 발표했다. 이 장비에는 T-64 3열, BM-21 다연장 로켓포 여러 대, 기타 군용 차량이 포함되어 있었다. 미국 국무부 장관은 성명에서 "러시아는 이 전차가 우크라이나 정부군의 것이라고 말했지만, 그 당시 이 지역에서는 우크라이나 전차는 전혀 존재하지 않았으며", "우리는 이 전차가 러시아에서 온 것이라고 확신하고 있다."라고 말했다. 새로 당선된 우크라이나의 대통령인 페트로 포로셴코는 이 전차가 우크라이나로 온 것은 "받아들일 수 없는 일"이라고 말했다. 러시아는 보고서에서 이들을 "가짜 정보들의 조각들"이라고 말했다. 그럼에도 불구하고, 전차 3대는 이후 러시아의 국기를 계양하며 마키이우카와 토레즈로 이동한 것이 발견되었다. 반군은 전차 3대를 얻었다고는 말했지만, 반군 지휘관들은 이 전차를 어떻게 노획했는지는 말하지 않았다. 한 병사는 기자들에게 "무기고에서 노획한 것이다"라고만 말했다. 도네츠크 인민 공화국의 대통령인 데니스 푸실린은 도네츠크 도시에 전차 3대가 주둔할 것이며, 이들은 "중화기를 사용하는 적들에게 도네츠크 방어전에 희망을 줄 것이다"라고 말했다. 전 우크라이나 국방부의 관계자인 콘스탄틴 마쇼페트는 이 전차는 크림반도에서 우크라이나 본토로 가기 전에 러시아군이 노획한 것일 가능성이 있다고 말했다. 아르센 아바코프의 고문인 안톤 헤라셴코는 키이우의 브리핑에서 이 전차는 이전에 크림반도의 우크라이나 정부군이 소유한 것이나, 우크라이나 본토로 넘어가기 전에 러시아군이 습격하여 노획한 것이라고 말했다.
전차 침입 사건이 일어난 다음 날, 스텝파니브카에서 매복한 친러시아군에게 정부군 3명이 사망했다. 정부군이 마리우폴에서 새로운 공세를 시작한 6월 13일 아침부터 큰 전투가 일어난 것으로 추측된다. 우크라이나군은 도시를 탈환하는 데 성공하고, 정부는 도네츠크를 탈환하기 전까지 마리우폴을 도네츠크주의 임시 주도로 선언했다. 한편, 우크라이나 내무부 장관인 아르센 아바코프와 도네츠크 인민 공화국 대통령인 데니스 푸실린과의 조약으로 휴전을 선포하고 슬로우얀스크에서 민간인이 탈출할 수 있도록 해 주기로 했으나, 양측은 서로를 비난하면서 공격을 다시 시작했다. 다음 날 아침, 국경방위대 호송대가 마리우폴을 통과하면서 친러시아군의 공격을 받아 적어도 5명이 사망했다.

#### 일류신 Il-76 격추
6월 14일, 루한스크에서 우크라이나 공군 소속 일류신 Il-76MD를 루간스크 인민 공화국이 격추시켰다. 이 항공기는 루한스크 국제공항으로 착륙을 준비하고 있었으며, 알려지지 않은 위치에서 군대와 장비를 운반할 예정이었다. 탑승해 있던 사람 49명은 전원 사망했다. 한편, 도네츠크에 T-72 전차 2대가 들어오고, 루한스크의 군사 검문소에서 전투가 일어났고 이 전투는 이틀간 계속되었다. 이 전투 과정에서 적어도 민간인 2명이 사망했다.

#### 얌필 전투
6월 19일 저녁, 정부군이 장악한 크라스니리만 근처의 얌필 마을에서 전차와 장갑차를 동반한 전투가 일어났다. 친러시아군에 따르면, 우크라이나군이 시베르스크 전투에서 유리한 고지를 차지하기 위해 반군이 장악하던 얌필 마을을 점령하려는 시도로 최대 4,000명의 반군이 전투에 참여했다고 말했다. 정부군에 따르면, 친러시아군이 크라스니리만 주위의 정부군 초계기지를 공격하면서 전투가 일어나기 시작했다고 말했다. 이 전투는 그 동안 돈바스에서 일어났던 어떤 전투보다 "더 크고 더 많이 확장되었던" 전투라고 말하고 있다. 정부군은 공격하려다 패주하는 친러시아군에 대해 대포 포격 및 항공 폭격을 전개했다. 이 전투는 다음날에도 계속되었다. 하룻밤 동안 정부군 7명~12명이 사망하고 25~30명이 부상을 입었다. 우크라이나 정부군은 친러시아군 300명이 사망했다고 말했지만 확인되지 않았으며 몇몇 친러시아군 지휘관이 큰 피해를 입었다고 인정하기는 했지만 친러시아군은 오직 2명이 사망하고 7명이 부상을 입었다고 말하고 있다. 또한, 친러시아 측에서는 전차 1대와 BMD-1 수대를 파괴하고 수호이 Su-25 폭격기를 격추했다고 주장하고 있다.
우크라이나군에서는 6월 20일에 얌필과 시베르스크를 장악했으며, 페트로 포로셴코 대통령의 15시간 평화 계획을 바탕으로 우크라이나군이 일방적으로 20시간 휴전을 선포하였다. 또한, 군은 얌필과 자키트네 마을 주변에서 큰 전투가 여전히 진행중인 것을 인정했다. 이 때 사망한 병사의 수는 13명까지 올라갔다. 계속 전투가 이어지는 동안, 자키트네 마을에서 무장단체가 다리를 폭파시켰다.

### 휴전 이후 정부군의 공세
7주일간의 휴전이 우크라이나의 대통령 페트로 포로셴코가 일방적으로 종료 선언을 한 이후, 7월 1일부터 정부군은 탈환 작전을 다시 시작했다. 크라마토르스크와 슬로우얀스크에서 포격이 들렸으며, 친러시아군이 점령한 3대 국경 대도시 중 하나인 돌쟌스크를 점령했다. 또한, 정부군은 브루시브카와 스타리카라반 마을도 탈환했다. 같은 날, 루한스크의 친정부군은 루한스크 국제공항을 점령했다고 말했다. 2014년 7월 1일, 도네츠크 도시 내에서 친정부군 군사 단체 간의 총격전으로 인해 1명이 심각한 부상을 입고 2명이 입원했다.
내무부 대변인인 조르얀 샤흐리크는 전투 재개 첫날에만 친러시아군 1,000명이 사망했다고 말했다. 정부의 군사 작전 현황을 인용한 Liga.net에서는 친러시아군 400명 가까이가 사망했지만 이 높은 수치를 확인할 수 없다고 말했다. 친러시아군은 미콜라이비카에서 친러시아 병사 2명이 사망했다고 말했다.

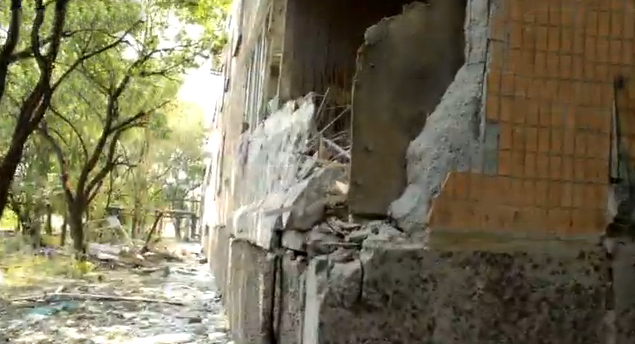
2014년 7월 14일, 도네츠크에서 파괴된 벽돌담.

7월 2일, 친러시아군은 국경 도시인 노보아조우스크를 공격했다. 공격하는 동안 박격포 폭발이 일어났고 충돌이 발생했다. 국경수비대 1명이 사망하고 근위대 8명이 부상을 입었다. 7월 4일, 정부군이 슬로우얀스크 근처 미콜라이비카 도시를 탈환했다. 그 결과 도네츠크 인민 공화국 병사들이 단체로 항복하고 우크라이나군으로 합류했다.
7월 5일, 친러시아군에게 타격을 입힌 정부군은 슬로우얀스크의 거점을 탈환했다. 도네츠크 인민 공화국의 총리인 알렉산드르 보로다이에 의하면, 최고 지휘관인 이고리 기르킨이 "압도적이고 강한 적들 때문에" 중대한 결정을 내렸다고 말했다. 그는 도네츠크 인민 공화국이 크라마토르스크로 후퇴했다고 말했지만, BBC에 따르면 친러시아군이 크라마토르스크 체크포인트를 버리고 후퇴했다고 말했다. 그날 저녁, 알렉산드르 보로다이는 친러시아군이 크라마토르스크를 포함한 "북부 지역 전체의 영토"를 포기하여 도네츠크로 후퇴했다고 말했다. 기르킨의 군대가 도네츠크로 후퇴한 뒤, "쿠데타"라고 묘사되는 일련의 과정들을 통해 이전 장관들을 교체하고 도네츠크 인민 공화국을 장악했다.
그 후, 우크라이나 정부군은 드루주키우카, 콘스티안니브카, 아르테미우스크(바흐무트)를 탈환했다. 친러시아군이 후퇴한 가운데 도네츠크 시장 올렉산드르 루칸셴코는 4월 이후 적어도 30,000명이 도시를 떠났다고 말했다. 우크라이나군은 마리우폴에서 무인 항공기 2기를 발견했으며, 그 중 1기를 격추시켰다고 말했다.
친러시아군이 장악했던 도네츠크를 향한 정부군의 공세로, 7월 7일에는 도네츠크를 향하는 도로가 차단되었다. 친러시아군은 도로 위의 철도 교량을 파괴하여 도로를 막았다. 7월 8일, 우크라이나 국방장관인 발레리 헬레테이는 "더 이상 일방적인 휴전은 없으며, 친러시아군이 무기를 내려놓을 때만 대화를 할 것이다"라고 말했다. 7월 9일에는 루한스크 국제공항에서 전투가 일어났다. 루한스크 인민 공화국 계열 친러시아군은 7월 1일에 공항을 점령했다고 말했지만 우크라이나군이 여전히 장악하고 있는 것으로 드러났다. 같은 날 지역 가스 공급 업체의 발표에 따르면, 루한스크주의 약 10,000 가구 이상이 가스관 손상으로 가스를 받지 못한다고 말했다.

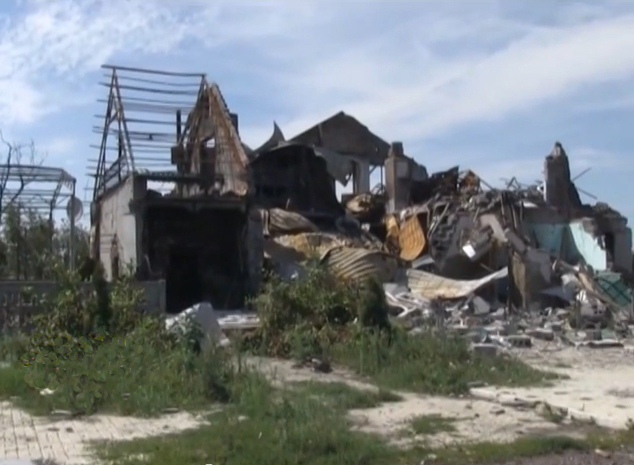
2014년 7월, 돈바스 지역에서 파괴된 집.

7월 10일, 도네츠크 국제공항에서 충돌이 계속되었다. 친러시아군은 공항에 박격포를 발사하며 점령하려 시도했지만 곧 격퇴되었다. 또한, 우크라이나 정부군은 시베리스크를 탈환했으며, 친러시아군도 이를 인정했다. 같은 날, 루한스크주 행정부는 도시 전역에서 지속적인 전투로 인해 민간인 6명이 사망했다고 말했다. 일부 친러시아군 사이 파벌경쟁과 망명이 있는 것도 확인되었다. 보고서에 따르면, 보스토크 대대가 이고리 기르킨의 명령을 받는 것을 거부했다는 말이 있다. 그러나, 도네츠크 인민 공화국의 총리인 알렉산드르 보로다이는 이 보고서를 부인하고 이를 거짓말이라고 말했다.
7월 11일, 루한스크주에서 격력한 전투가 계속되었다. 이날, 로벤키 근처의 정부군 대열이 친러시아군의 BM-21의 공격을 받았다. 이후 정부군의 공습으로 결국 로켓 런처는 파괴되었지만 이 과정에서 정부군 23명이 사망했다. 이 공격에 대응하여, 우크라이나 대통령 포로셴코는 "우리 군인의 모든 삶을 위해 친러시아군에 대한 수십, 수백배의 복수를 할 것이다"라고 말했다. 다음 날, 우크라이나 공군이 도네츠크주와 루한스크주의 친러시아군을 향해 공습을 시작했다. 우크라이나 정부는 전날 친러시아군의 로켓 공격에 대한 보복으로 공습을 시작했으며 그 결과 친러시아군 500명이 사망했다고 말했다. 한편, 도네츠크 서부 교외 지역의 마린카에서 친러시아군 지역에 로켓이 떨어져 4명이 사망했다. 우크라이나 정부와 친러시아군은 서로가 공격했다고 비난했다.

### 도네츠크주 동부에서 악화되는 전투
도네츠크주 북부에서 친러시아군의 철수로 소강 상태로 들어간 이후, 도네츠크 동부 지역에서는 충돌 수준이 급격하게 증가했다. 7월 13일에서는 러시아 로스토프주의 러시아 도네츠크에서 포격전이 일어났다. 이 포격으로 민간인 1명이 사망했다. 러시아에서는 우크라이나 정부가 포격을 했다고 비판했으며, 우크라이나에서는 이 포격을 하지 않았다고 주장하고 돈바스 지역의 친러시아군이 위장술책을 했다고 비판했다. 러시아는 이 포격에 대한 보복으로 우크라이나 정부군을 목표로 폭격을 고려할 것이라고 말했다. 우크라이나 정부는 루한스크 주변을 계속 포위하면서 루한스크 국제공항을 점령했다. 루한스크 인민 공화국 관계자는 올레흐산드리브카 전투에서 친러시아군 30명이 사망했다고 인정했다. 7월 15일, 친러시아군이 장악한 스니즈네 도시에 로켓이 발사되어 명중하여 11명이 사망하고 절대다수가 집을 잃었다. 친러시아군은 우크라이나 공군이 했다고 주장했지만, 우크라이나 정부는 이 공격을 하지 않았다고 주장했다.
7월 16일에는 러시아 국경의 샤크타르스크 구를 따라서 친러시아군과 우크라이나 정부군 사이 전투가 발발했다. 스텝파니카에 숨어 있던 친러시아군은 당일 오전 5시에 정부군의 포위를 피해 탈출을 시도했다. 우크라이나 국가방위군의 보고서에 따르면, 러시아 국경 근처의 마린브카 마을의 바리케이드에서 전차, 박격포 포격, 대전차 미사일로 무장한 친러시아군의 공격을 받았다고 말했다. 체크포인트에는 1시간 넘게 포격이 이어져 마린브카의 인프라 시설이 심각하게 파괴되었다고 전했다. 방위군은 공격을 격퇴했으며, 다시 친러시아군을 스텝파니카로 물리치게 하고 이 곳에서 전투가 계속되었다. 이 전투 후에는 근처의 타라니 마을로 이동했다. 적어도 우크라이나군 11명 이상이 사망했다. 우크라이나 정부와 친러시아 사이 "대화를 할 모임"을 만들 시도가 있었으나, 페트로 포로셴코 대통령의 15개 평화 계획은 실패하고 휴전을 할 가능성은 줄어들었다. 친러시아군은 나중에 마린브카에서 우크라이나군을 물리치고 마을을 점령했다고 말했다.

#### 말레이시아 항공 17편 격추
7월 17일, 말레이시아 항공 소속 민항기인 17편이 도네츠크주의 흐라보베에서 격추되어 탑승자 298명이 사망했다. 도네츠크 인민 공화국 소속 반군은 정부군이 격추시켰다고 주장했으며, 우크라이나 정부는 러시아 및 반군이 격추시켰다고 주장했다. 이 사고는 7일 전 비슷한 곳에서 우크라이나 공군 소속 비행기 2대가 격추된 유사 사건이 일어난 지점이었다. 한편, 루한스크에서의 전투는 도시 내의 전기, 물 공급 부족으로 이어졌다. 카멘노브로스키 구에 포격이 일어나 변전소가 파괴되어 전력 공급이 차단되었다. 리시찬스크의 석유 정유소도 파괴되었다 루한스크 도시 행정부에 따르면, 이 곳에서 포격으로 인해 적어도 민간인 20명 이상이 사망했다고 말했다. 이 발표에서는 로켓이 "거의 모든 곳에서" 명중했다고 말했다. 이 포격으로 인해 유럽안보협력기구(OSCE)의 루한스크 사무실에서 스타로빌스크로 이동했다. 정부군은 도시의 남동부 지역을 장악했다. 이 전투로 16명이 사망하고, 60명 이상이 부상을 입었다. 정부의 발표에 따르면, 격렬한 전투 이후 정부군이 루한스크 국제공항을 장악했다고 말했다.

### 정부군의 도네츠크-루한스크 공세
하룻밤동안 도네츠크 국제공항에서 격렬한 전투가 계속되면서, 도네츠크 도시의 모든 지역에서 폭발음이 들렸다. 도시 전투는 7월 19일 오전 9시에야 조용해졌다. 7월 21일부터는 도네츠크에서 격렬한 전투가 재개되었다. 도네츠크는 계속된 폭발로 요동쳤고, 곳곳의 포격으로 연기가 나고 있었다. 이 전투는 도네츠크 북서부의 키브시키 구와 쿠비셰프시키 구에서 전개되었고 중앙 기차역과 공항도 격렬한 전투가 일어났으며 지역 주민들은 방공호로 대피하거나 도시 밖으로 탈출했다. 도시의 상수도는 전투 도중 끊겼고, 모든 철도와 버스 운송이 중지했다. 거리는 비었고, 반군은 거리 곳곳에 바리케이드를 세웠다. 드제르쟌스크, 솔레다르, 루비지네 도시를 정부군이 탈환했다.

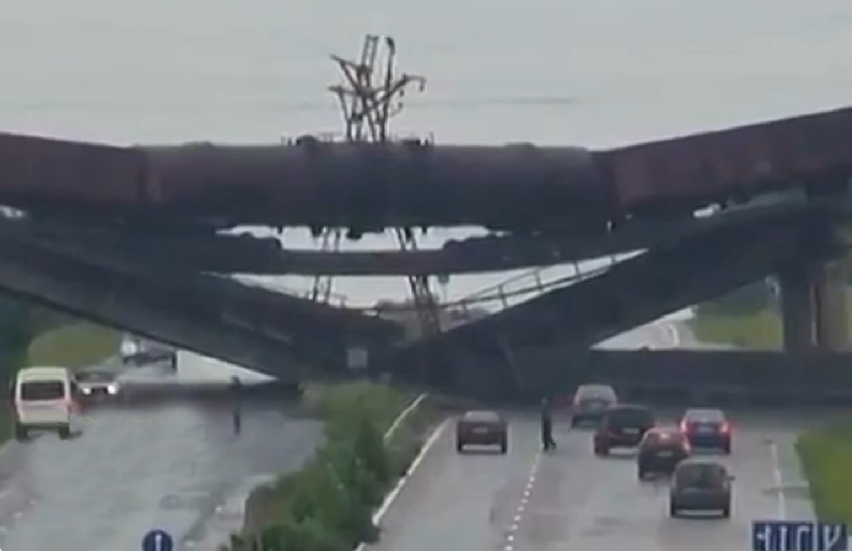
2014년 7월 25일, 파괴된 철도 교량.

루한스크주의 호를리우카 교외 마요르스크와 세베로도네츠크는 7월 22일 정부군이 탈환했다. OSCE 감시단은 전날에 도네츠크의 전투를 지켜본 이후 이 도시가 "실질적으로 버러졌으며", 전투가 중단되었다고 말했다. 같은 날, 도네츠크 인민 공화국의 총리인 알렉산드르 보로다이는 휴전 협상을 진행하고 싶다고 말했다. 또한, 최고 지휘관인 이고리 기르킨은 "러시아는 최종 결정을 해야할 때가 왔다. 돈바스를 군사적으로 지원하거나 완전히 포기하거나 둘이다."라고 말했다. 또한, 친우크라이나 대대인 돈바스 대대가 포파스나 마을을 점령했다. 우크라이나군이 세베로도네츠크를 탈환한 이후, 리시찬스크 주변의 반군과 전투를 시작했다. 전투 중에 반군의 차량 폭탄으로 인해 군인 3명이 사망했다. 또한, 벨세라호라, 카미셰베, 루한스크 국제공항의 정부군에 대해서 반정부군이 BM-21 로켓 공격을 시작했다. 정부 군사 작전 발표센터에서는 현재 상황이 "도네츠크 도시, 루한스크 도시, 크라스노돈, 포파스나"에서 복잡한 상태로 전개되고 있다고 말했다. 정부군은 7월 23일 도네츠크 국제공항에서 반정부군의 바리케이드를 돌파했으며, 이후 도네츠크 도시의 북서부 지역까지 도달했다. 그 후, 반정부군은 카를리비카, 네탈리노베, 페르보마이스케, 그외 도네츠크 국제공항 주변 도시를 포기하고 외곽에서 철수했다. 반군 사령관 이고리 기르킨은 도네츠크 시내의 방어를 준비하고 있으며, 정부군에게 포위당하지 않을 것이라고 말했다. 또한, 그는 정부군이 도네츠크 시내 중심까지 오지 못할 것이라고 말했다. 한편, 러시아의 국경을 따라 샤크타르스크 구에서는 전투가 계속되었으며 그너에서 지상군에게 공중 지원을 하던 우크라이나군 소속 수호이 Su-25 2대가 드미트리브카 근처에서 반정부군에게 격추당했다.
다음날, 정부군이 리시찬스크를 재점령했다. 같은 날, 호를리우카 주변에서도 전투가 발발했다. 정부군은 도시 내의 친러시아군에 대한 포격 및 폭격을 시작하고, 주위 모든 지역에서 전투가 시작했다. 이 전투로 인해 도시를 잇는 중요한 도로의 다리 중 하나가 붕괴되었다. 사람들은 차와 도보를 통해 전투 지역을 빠져나갔다. 정부군이 이렇게 계속 진격함에도 불구하고, 러시아와의 국경은 확보하지 못했다. 루한스크 남동군이 장악하고 있는 루한스크주의 국경 지역인 이즈바리네는 러시아로부터 무기와 병력을 들어오는 주요 입구로 알려져 있다. 또한, 도네츠크 시의 키예프스키와 키로프스키, 페트리브스키 구에 포격이 일어났다. 도네츠크 시 행정부에 따르면, 페트리브스키 구에서 집 11채가 파괴되고 1명이 부상을 입었다고 밝혔다. 7월 26일 밤 내내 도시 전역에서 전투가 일어나 곳곳에 폭발음, 포격음, 총소리가 계속 들렸다.
반정부군의 거점인 호를리우카에 대한 정부군의 공세 3일차인 7월 27일에 민간인 23명에서 30명이 사망했다. 전기와 물이 끊긴 호를리우카는 사실상 버려졌다. 병원, 상점, 전력회사 사무실을 포함한 많은 건물이 포격으로 손상되거나 붕괴했다. 우크라이나 정부군은 샤크타르스크 구으로 진입하여 그곳을 점령하던 반군과 전투했으며, 14:30 즈음에 샤크타르스크를 점령했다. 이 전투의 승리로 도네츠크 인민 공화국과 루간스크 인민 공화국 사이의 보급선이 끊겼으며, 도네츠크 시가 포위되었다. 스니즈네와 토레즈 주변 마을에서 치열한 접전이 일어났다. 샤크타르스크 구에서 말레이시아 항공 17편의 추락 조사를 하기 위해 파견된 네덜란드 및 호주 경찰 연합이 치열한 전투를 펼쳤다. 41명의 우크라이나 군인이 진지를 버리고 반군이 장악한 이즈바리네로 가서 "자신과 같은 사람과" 싸우기 싫다는 이유를 대고 투항했다. 반군은 이들이 우크라이나를 탈출해 러시아로 가도록 허락했다. 7월 28일, 데발체베 마을과 함께 전략적으로 가치가 있는 사부르모흘라 기념비를 우크라이나 정부군이 장악했다. 반정부군은 이전에 마리니브카의 우크라이나 정부군을 포격하기 위해 사부르모흘라에 포를 배치하기도 했다. 7월 29일, 전투 중 민간인 17명이 사망하고 43명이 부상을 입었다. 도네츠크 시의 레닌스키와 키예프스키에서는 포격이 계속되었다. 시 행정부에 따르면 이 구 지역은 심한 손상을 입었다고 말했다.
우크라이나 국가안보보호위원회에 따르면, 6월 5일부터 러시아와의 국경 지점에서 적어도 153회의 러시아 국경에서의 공격을 받았다고 말했다. 이러한 공격에 국경수비대 27명이 사망하고 185명이 부상을 입었다. 정부군은 7월 30일 도네츠크 공항 근처 아우디이우카의 반정부군을 축출하며 추가 공세를 진행했다. 군사작전은 7월 31일 일시적으로 정지했다. 이는 며칠 전부터 치열한 전투가 있던 샤크타르스크 구에 위치한 말레이시아 항공 17편의 추락 지점 조사를 위해 국제 전문가를 파견하기 위해 이루어진 조치이다. 감시대는 우크라이나군의 호위를 받으며 현장으로 향했다. 끊겨버린 다양한 보급선에서 전투가 이뤄진 후, 루한스크 도시는 전력 공급이 끊겼다. 비상발전기를 돌리기 위한 적은 연료만이 남았다. 바실리브카와 조브트네베에서는 소규모 접전이 일어났다. 한편, 민스크에서는 반정부군, 러시아, 우크라이나, OSCE 사이 회담이 개최했다. 샤크타르스크에서는 전투가 계속되었다. 반정부군의 매복 공격으로 정부군 10명이 사망했다. 11명이 실종되었고, 13명이 부상을 입었다. 루한스크주의 페르보마이스크 도시에 대한 정부군의 공세는 계속되었다.

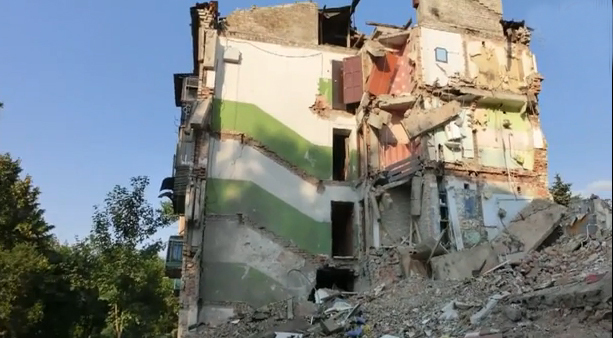
2014년 8월 6일, 토레즈에서 피해를 입은 건물.

한편, 계속되는 군사적 패배로 인해 도네츠크 인민 공화국의 사령관 이고리 기르킨은 러시아의 군사 개입을 촉구했고, 도네츠크주의 지역 주민들 사이 징집의 어려움과 반군의 전투 경험 부족으로 인해 패배하고 있다고 말했다. 그는 러시아의 대통령 블라디미르 푸틴에게 "블라디미르 푸틴이 개인적으로 신러시아라고 부르는 이 전쟁에서 영토를 잃으면 크렘린의 권력에 위협을 줄 뿐만 아니라, 개인적으로는 대통령의 권력에도 지장을 줄 것이다."라고 말했다. 8월 3일, 정부군은 도네츠크와 루한스크에 대한 포위를 완료했다. 두 도시의 전투에서 많은 민간인들이 사망했다. 루한스크는 전력과 물 공급이 완전히 끊겨 "사실상 포위상태"라고 전했다. 도네츠크 도시의 상황은 이보다는 덜 긴박하고 러시아로 향하는 열차는 계속 운행하고 있지만, 전투와 포격이 누그러지지 않는다고 말했다. 우크라이나 정부군에 따르면, 반정부군이 장악했던 영토의 4분의 3을 탈환했다고 말했다. 또한, 그들은 샤크다르스크에서 일주일 이상 전투한 후 도네츠크 인민 공화국과 루간스크 인민 공화국을 잇는 보급선이 완전히 끊겼다고 발표했다.
장기간의 전투 이후, 우크라이나 정부군은 8월 4일 중요 도시 중 하나인 야스누바타를 탈환했다. 또한, 도네츠크-루한스크 주요 도로 및 철도 교차점을 점령하는 과정에서 군인 5명이 사망했다. 친정부 민병대 아조프 대대와 샤크다르스크의 부대가 도네츠크 도시 내로 진입을 시작했고, "해방"을 시작했다고 말했다. 우크라이나 정부는 도네츠크의 모든 민간인은 대피하며, 도네츠크 인민 공화국과 루간스크 인민 공화국에게 도네츠크, 루한스크, 호를리우카에서 시민들이 대피할 수 있도록 "인도주의적 대피로"를 만들 것이라고 말했다. 루한스크 시장 세르게이 크라베셴코는 루한스크의 상황이 "끝임없는 로켓 공격과 봉쇄로 인해 도시는 인권의 사각지대에 놓여 재앙으로 향하고 있다"라고 말했다.
8월 5일에는 정부군이 도네츠크에 대한 공세를 시작하여 17시에는 페트리브스키 구에서 격렬한 전투가 일어났다. 한편, 반군은 정부군이 후퇴한 야스누바타 마을을 재점령했다. 우크라이나 국가안보 및 국방위원회 대변인은 우크라이나 정부군이 "평화로운 사람"들을 해치지 않도록 마을을 떠났으며, "완전한 해방"을 이루기 위해 도시에 철수하고 있다고 말했다. 또한, 대변인은 철도역은 여전히 정부군이 장악하고 있으며, 이 지역의 모든 철도 교통은 차단되었다고 말했다. 돈바스 지역에서 정부군과 반정부군 사이 전투는 하루 내내 "지속적으로" 이루어지고 있다고 말했다.

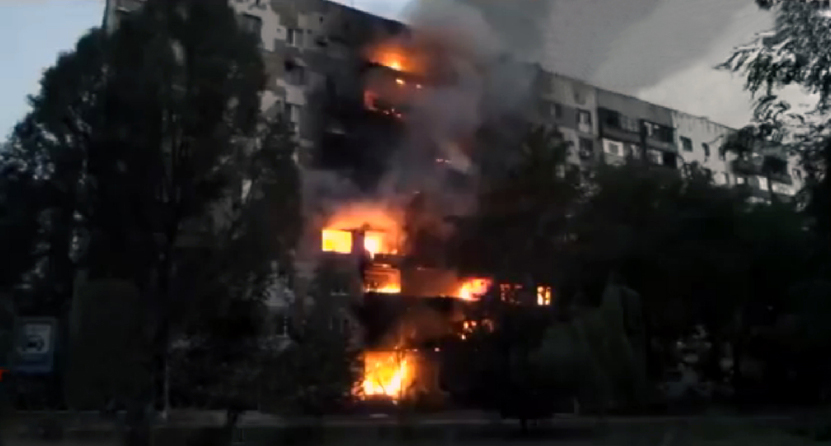
2014년 8월 3일, 샤크다르스크에서 불타고 있는 아파트 블록.

8월 8일에는 도네츠크 주변에서 포격과 전투가 계속되면서 민간인 수명이 사망하거나 부상을 입었다. 8월 9일에는 반군 지휘관 이고르 기르킨이 도네츠크는 정부군에게 완전히 포위되었다고 말했다. 이후 정부군은 그 곳에 주둔하던 반군 동맹인 카자크 부대를 쫓아낸 후 중요 도시 중 하나인 크라스니루흐를 점령했다. 또한, 므노호필리아, 스테파니브카, 흐리호리브카, 크라스니야르, 포베다, 셰시코베, 코미스네, 노보하니브카, 크라스나탈리브카, 드미트리브카, 사비브카, 루한스크 국제공항에서 정부군과 반군 사이 접전이 펼쳐졌다. 8월 10일 밤 내내 정부군은 도네츠크 시 내로 포격을 시작했으며, "대규모 피해"를 야기했다고 발표했다. 우크라이나 육군 대변인에 따르면, 공세 기간 동안 반군은 도시를 탈출하고 현재는 "공포와 혼돈"의 상태라고 말했다. 병원과 주거지가 심한 손상을 입었으며, 시민들은 지하 대피소로 피난했다. 8월 12일에는 루한스크주 서부 포파스나 근처에 있는 페르보마이스크, 칼리노베, 코미슈바흐카 도시가 치열한 전투 이후 정부군이 점령했다. 8월 14일에도 도네츠크에 대포격은 계속되었다. 이 포격 기간 동안 도네츠크 인민 공화국의 최고 사령관이었던 이고르 기르킨은 스스로 사임했다. 그를 이어서 흔히 "차르"라고 알려진 블라디미르 코노노프가 최고 사령관이 되었다.
그날, 러시아의 공식 문양 판이 붙어진 장갑차 2대와 기타 차량 호송대가 이즈바르네 근처의 우크라이나 국경을 넘어갔다. NATO 사무총장인 아네르스 포그 라스무센은 우크라이나가 "러시아의 침입"을 받았다라고 말했다. 우크라이나의 대통령인 페트로 포로셴코는 우크라이나 포병대가 장갑차 대열의 "중요한 부분"을 파괴시켰다고 말했다. 러시아 국방부는 이러한 호송대가 있었음을 부인했다. 이 사건 이후, 새로 임명된 도네츠크 인민 공화국의 총리 알렉산드르 자하르첸코는 자신의 군에 러시아 훈련 전투병 1,200명이 있다고 말했다.

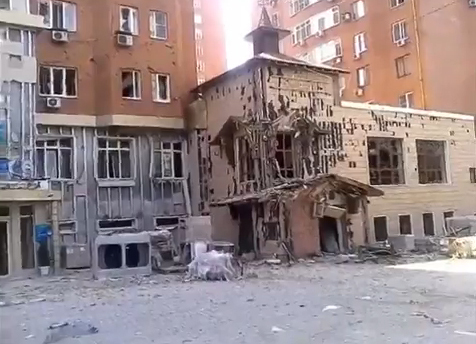
2014년 8월 7일, 파괴당한 도네츠크의 건물.

8월 17일, 우크라이나 공군 소속 MiG-29가 루한스크주에서 반군에게 격추당했다. 도네츠크에서 계속된 포격으로 민간인 10명이 사망했다. 반군이 점령한 호를리우카는 8월 18일 우크라이나 정부군에게 포위당했다. 또한, 정부군은 루한스크 도시 가장자리까지 진입했다. 노보스비틸브카 근처에서는 루한스크 난민 호송대가 로켓 공격을 받기도 했다. 이 공격으로 민간인 수십명이 사망했으며, 우크라이나 국가안보 및 국방위원회는 이 공격을 반군이 했다고 비난했다. 반군은 이 공격을 하지 않았다고 부인했다. 도네츠크 인민 공화국의 총리인 알렉산드르 자하르첸코는 우크라이나 정부가 "국경 근처에서 무기를 버리고 합리적인 제안을 하면 우리는 같은 파트너로서 동등하게 대화할 것이다."라고 우크라이나 정부가 먼저 조건을 만들어야 한다고 말했다. 그러나, 그는 뒤에 말을 덧붙여서 "그들은 우리를 독립한 것으로 인정해야 하고, 지금은 어느 정도의 자치권을 요구하기에는 이미 지난 상태"라고 말했다.
8월 18일 루한스크로 진입한 이후, 8월 19일에는 정부군이 "블록에서 블록"으로 루한스크 도시 내로 공세를 펼치기 시작했다. 도시를 가로질러 전투가 일어났으며, 반군 점령 지역에서는 포격이 떨어졌다. 또한, 도네츠크 도시 근처에 있는 호를리우카와 일로바이스크에서도 전투가 시작되었다. 내무부 장관 대변인은 정부군이 일로바이스크의 반군을 '청소'하고 있으며, 이후 도시 대부분을 점령했다고 말했다. 도네츠크 도시에 있는 도네츠크 인민 공화국 중앙 청사도 포격을 받았다. 8월 19일 도네츠크주 전역의 전투로 민간인 34명이 사망했다. 8월 20일 초저녁, 정부군은 하루종일 도시 내에서 시가전을 벌인 이후 루한스크 도시의 상당부분을 탈환했다고 말했다.

### 8월 친러시아군의 반격 작전

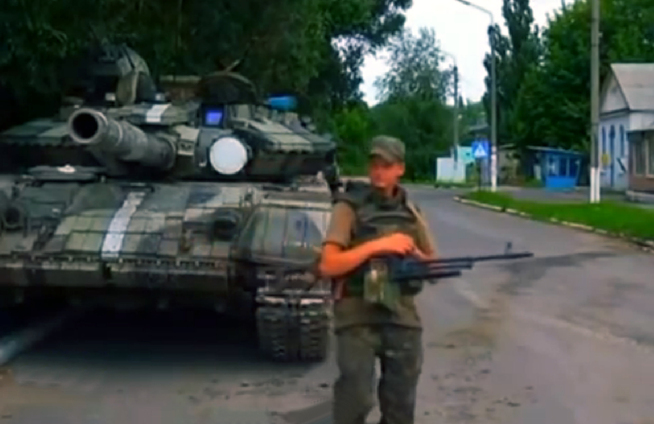
돈바스 위의 도로를 지키는 우크라이나군.

8월 25일 기준, 친러시아 반군이 반격 작전을 시작하여 루한스크 시와 도네츠크 시에서 정부군의 공세가 멈췄다. 반군은 스챠스티아와 루한스크주의 세베르스키도네츠강을 따라 정부군을 공격했다. 이 공세를 시작하면서 루한스크의 반군은 증원군을 받았다. 도네츠크주의 일로바이스크와 아므브로시브카에 위치한 정부군은 일로바이스크의 공격이 대포격을 받고 공세가 돈좌된 이후 반군에게 포위당했다. 반군에게 하룻동안 도시에서 포위당한 친우크라이나 자원군 돈바스 대대는 "도시를 포기"한 우크라이나 정부와 우크라이나군을 비판했다. 아조프 대대와 드니프로 대대와 같은 다른 자원군 부대는 일로바이스크에서 강한 저항에 부딪친 후 도시에서 후퇴했다. 돈바스 대대의 지휘관 세멘 세멘첸코는 "나는 (우크라이나) 국방부에게 도움을 주는 것이 아닌 자원군 대대들이 서로서로 도와준 것에 비판하기 시작하는 것이 더 이익이라고 생각한다"라고 말했다. 도네츠크 인민 공화국군은 8월 23일 "아조프해를 향해 진격"하기 시작했다고 말했다. 이 발표에 맞춰, 도네츠크주 남부의 해안도시 노보아조우스크가 수 차례의 포격을 받았다. 8월 25일에는 러시아에서 우크라이나 국경 노보아조우스크로 장갑차들이 줄지어 들어오기 시작했다. 이 지역은 전투가 일어나기 전 3주 동안 30km 부근에는 반군이 활동하지 않던 지역이었다. 노보아조우스크에서 7km 떨어진 마르키네 마을에서 격렬한 전투가 펼쳐졌다. 반군은 이 마을에서 노보아조우스크 도시를 향해 포격하기 시작했다. 우크라이나 국가 안보 및 국방위원회 대변인은 우크라이나로 들어오는 장갑차 대열이 "러시아가 돈바스 전투가들을 구실로 하여 새로운 지역에서 군사 작전을 시작할려고 한다"라고 말했다. 마리우폴 시 웹사이트에 따르면, 돈바스 대대와 드니프로 대대가 이 공격을 격퇴하고 "침략자"들을 국경으로 물러냈다고 말했다. 러시아 외무부 장관 세르게이 라브로프는 이 사건에 대해 잘 알지 못하며, 사건 보고서가 러시아군의 침입이라는 "허위" 내용이라고 말했다. 이 대열이 나타나면서 해안 지역에 강렬한 포격이 떨어졌다. 하지만, 가장 가까운 반군의 포병은 포가 닿을 수 있는 지역을 넘어서 있었다.
로이터지는 8월 23일~24일 주말에 스타로베세베 현 콜로스키 근처의 마을에서 러시아 악센트를 쓰고 식별 가능한 인장이 전혀 없는 군인이 나타났다고 전했다. 독특한 흰색 완장을 찬 이들은 마을 주변에 바리케이드를 설치했다. 마을 사람들은 이들을 2014년 2월 크림 위기 당시 크림반도에 나타났던 여러 러시아 군인을 나타낸 말이었던 리틀 그린 맨이라고 불렀다. 흰 완장과 녹색 군복을 입은 이 군인 10명은 드제르칼네에서 우크라이나군에게 체포당했다. 이 마을은 콜로스키로부터 7km, 러시아 국경으로부터 20km 떨어진 노보아조우스크 북쪽에 위치해 있다. 러시아군 측에서는 그 사람들이 실제 러시아 낙하산병이며 체포당했음을 확인했다. 러시아 국방부 측은 "훈련 도중 실수로 우크라이나로 들어왔다"라고 말했다. 우크라이나 보안원에서는 러시아 군인 포로와 인터뷰를 한 영상을 공개했다. 그 중 한 비디오에서 군인이 장교가 약 70km를 진군 명령을 내린 후 "경고 없이 우크라이나 영토 내로 들어가며, 만약 우크라이나군을 마주칠 경우에는 전투 없이 항복해라"라고 명령을 내렸다고 말했다.

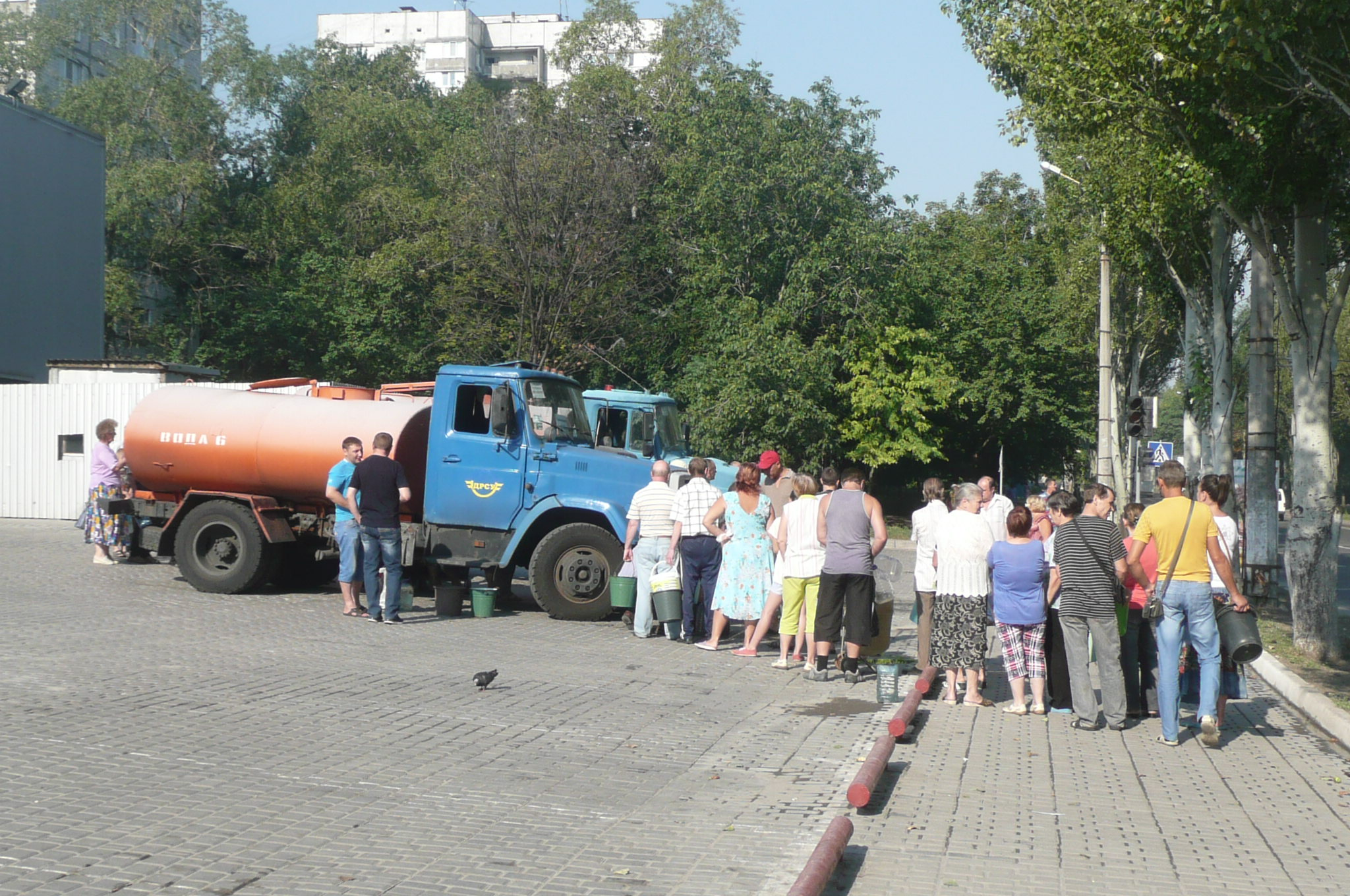
2014년 8월 22일, 도네츠크에서 급수하러 줄을 선 사람들.

8월 27일, 반정부군이 노보아조우스크로 공세를 시작했다. 우크라이나 정부는 정부군이 노보아조우스크 전체를 장악하고 있다고 말했지만, 그 도시의 시장 올레흐 시도르킨은 반정부군을 체포했다고 말했다. 또한, 그 시장은 도시를 공격하는 반정부군 소속 전차와 장갑차 수십대가 있다고 말했다. 반정부군의 포격으로 적어도 민간인 4명 이상이 부장을 입었다. 북쪽 스타로베세베 근처에서는 우크라이나군이 장갑차, 전차, 그라드 로켓 발사차 100여대 이상이 줄지은 열이 남쪽 노보아조우스크로 진군하고 있다고 말했다. 우크라이나군은 이 차량들이 "흰색 원 또는 삼각형" 인장을 지니고 있고 이는 그 주 초 포로로 잡힌 러시아 낙하산병의 흰색 인장과 비슷했다. 이 새로운 3번째 전선이 만들어지면서 우크라이나 정부군은 마리우폴로 퇴각했다. 이 군은 아조프해에서 기존에 반정부군이 있던 지역까지 쭉 이어지는 75km 전선을 따라 스타로베세베에서 철수했다. 뉴욕 타임스의 보도에서는 이 병사들이 기진맥진하면서 후퇴하고 있다고 말했다. 서방측에서는 이 새로운 반정부군의 공세는 러시아 연방의 전차, 포, 보병들이 러시아 영토에서 국경을 넘어 우크라이나 영토로 진격하는, 일종의 "비밀스런 침공"과 같다고 말했다. 미국 국무부 대변인 젠 사키는 "이 침입은 러시아가 주도하고 있는 반격 작전이 진행됨을 나타낸다."라고 말했고, 우크라이나의 대통령 페트로 포로셴코는 "러시아군의 침공이 일어났다."라고 말했다. 초기에는 우크라이나 정부에서 러시아군의 개입을 부인했지만, 나중에 우크라이나 국가안보 및 국방위원회(NSDC)에서는 노보아조우스크는 러시아군의 침공으로 함락당했다고 말했다. NSDC에서는 우크라이나군이 안전을 위해 노보아조우스크에서 후퇴하여 마리우폴의 방어를 준비하고 있다고 말했다. 또한, 도네츠크 주변에서는 아직도 전투가 진행 중이라고 말했다. 도네츠크의 칼리닌시키이 구에 포격이 있었고, 돈바스 대대는 일로바이스크에서 반정부군과 전투를 계속했다. NATO 사령관 준장 니코 탁은 8월 28일 쌩쌩한 러시아 병사 천여명이 돈바스 분쟁 지역으로 진군하고 있다고 말했다. 뉴욕 타임스에서는 현재 분쟁 지역의 상황은 매우 혼란스럽고, 반정부군이 사부르모흘라를 다시 재점령했다고 말했다.
친러시아군이 꽤 진군하였지만 8월 29일에는 우크라이나 국가방위군이 도네츠크주 스타로베셰베 현의 콤소몰스케 도시를 일시적으로 탈환하기도 하였다. 하지만 이틀 후인 8월 31일 우크라이나군이 이 도시에서 퇴각하여 도네츠크 인민공화국이 다시 콤소몰스케를 재점령했다. 한편, 우크라이나군은 노보스비트리브카에서 "러시아 전차"의 공격을 받고 후퇴했다고 말했다. 이들은 전투 과정에서 모든 주택이 박살나는 등 마을이 황폐화되었다고 말했다. 일로바이스크에 갇혀 있던 돈바스 대대는 8월 30일 친러군과 협상 끝에 후퇴하여 빠져나갔다. 일로바이스크에서 탈출한 부대원 일부는 도네츠크 인민공화국 측 병사들이 백기를 들고 항복한 병사들에게 사격하여 수 명을 죽였다고 증언했다.

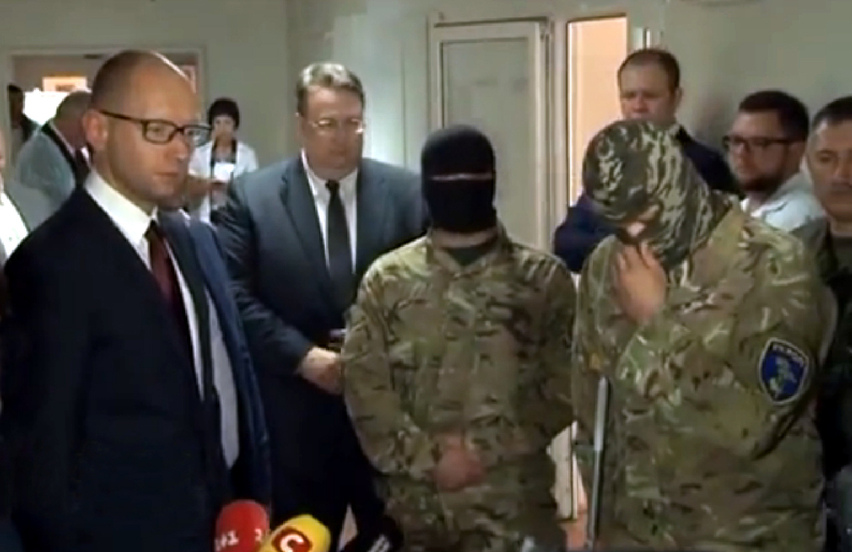
2014년 9월 1일, 우크라이나 아르세니 야체뉴크가 돈바스 대대 자원군과 만남을 가진 모습.

8월 31일에는 우크라이나 경비정이 아조프해에서 해안포 사격으로 격침되었다. 이 사건으로 침몰한 배에서 선원 8명이 구조되었고 2명이 실종되었다. 전 반군사령관인 이고리 기르킨은 "처음으로 적에게 해전에서 패배하게 하였다"라고 말했다. 여기에 정부군은 수주 간 친러시아군과의 전투 이후 9월 1일 루한스크 국제공항에서 후퇴했다. 루한스크 국제공항에서는 철수 전날밤까지 치열한 전투가 이어졌으며, 우크라이나 정부는 공항에서 러시아 전차 대열의 공격을 받았다고 말했다. 이 외에 도네츠크 국제공항에서도 전투가 이어졌다. 9월 4일에는 OSCE 감시단이 시로키네와 베지메네 근처에서 격렬한 전투가 이어진 걸 보았다고 말했다. 이 마을은 마리우폴로부터 동쪽으로 각각 24km, 34km 떨어져 있는 곳이였다. 마리우폴의 우크라이나 관계자는 "시간이 갈수록 상황이 악화되고 있으며", 도시가 곧 공격받을 위기에 처해 있다고 말했다. 도네츠크 인민공화국군은 4km 앞까지 진군했으나 그날 밤 우크라이나군과 아조프 대대의 반격으로 다시 후퇴하였다. 친러시아군은 마이우폴 동쪽 20km 지점까지 후퇴했다. 하지만 이후에도 마리우폴 외곽에서 포격 소리가 계속 들렸다.

### 9월 휴전

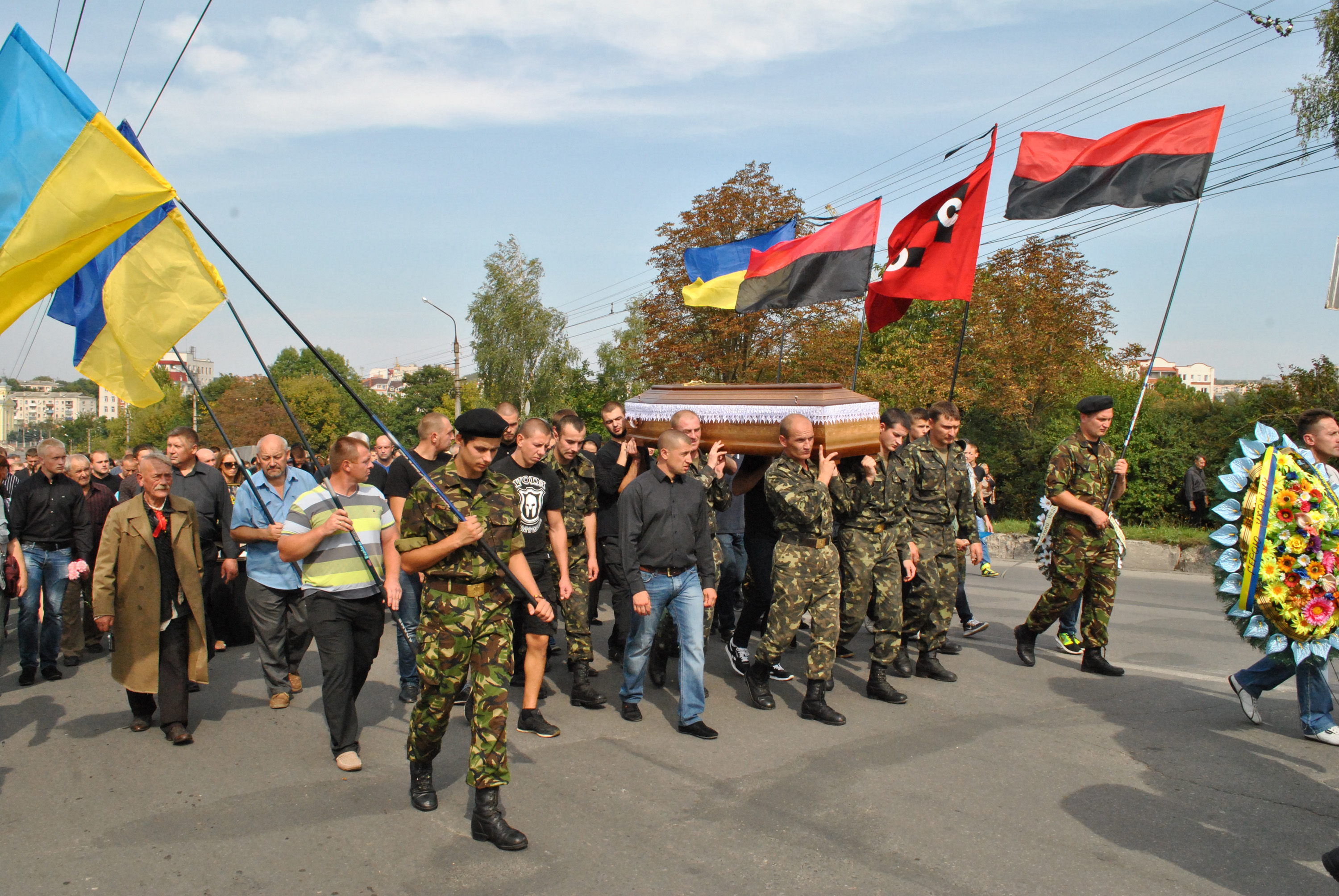
2014년 9월 11일, 우크라이나 군인의 장례식을 치르는 모습.

2014년 9월 5일, 우크라이나, 러시아, DPR, LPR 정상과 유럽 안보 협력 기구(OSCE)가 민스크에서 모여 정전 협정을 체결했다. OSCE 모니터단이 휴전 협정을 지키는지 감독할 것이며, 우크라이나 정부가 이 협정을 이행하도록 도울 것이라고 말했다. 뉴욕 타임스에 따르면 이 정전협정은 6월달에 페트로 포로셴코가 제안했으나 실패했던 "15개 평화 계획"과 거의 똑같은 내용이라고 말했다. 양측에게 서로 수감된 모든 포로는 교환되어 상대국으로 보내질 것이며, 전투 구역 내에서는 모든 중무기를 철수시켜야 했다. 인도주의 "통로"가 유지되어, 민간인들은 이 통로를 통해 피해받은 지역을 떠날 수 있다. 페트로 포로셴코 대통령은 도네츠크주와 루한시크주에 "특별지위"를 부여하며, 이 지역에서의 러시아어 사용을 법적으로 보호받을 것이라고 말했다. DPR 및 LPR 지도자들은 우크라이나 조건은 양보조건을 내걸었으나, 여전히 우크라이나로의 독립을 위해 싸울 것이라고 말했다. 9월 6일에는 러시아의 대통령 블라디미르 푸틴과 우크라이나의 대통령인 페트로 포로셴코가 만나 회담을 가졌다. 양측은 정전 협정에 만족하고 있으며, 전적으로 이를 관철시킬 것이라고 말했다.

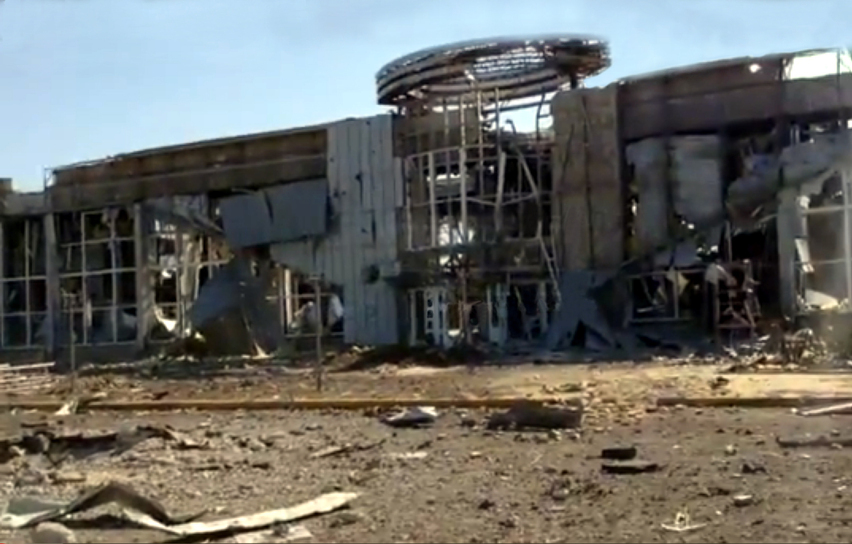
2014년 9월 4일, 파괴된 루한시크 국제공항.

### 2021년 긴장 고조
2021년 2월 26일, 조 바이든 미국 대통령이 러시아의 우크라이나 크림반도 병합을 절대 인정하지 않는다는 입장을 재확인했다. 2014년 2월, 2014년 크림 위기가 발생, 러시아가 크림반도를 점령했다. 당시 조 바이든이 미국 부통령이었다.
4월 18일, 프란치스코 교황은 최근 우크라이나 국경 부근에 러시아군이 증강 배치되는데 우려를 표명하고 긴장완화를 호소했다.
4월 19일, EU의 호세프 보렐 외교·안보 정책 고위대표는 러시아가 우크라이나 국경과 크림반도에 15만명 이상의 병력을 집중 배치했다고 주장했다.
4월 20일, 드미트로 쿨레바 우크라이나 외무장관은 온라인 기자회견에서 "러시아군은 계속해서 북동쪽, 동쪽, 남쪽의 우리 국경과 근접해 도착하고 있다"며 "약 1주일 내 총 12만명 이상의 병력에 도착할 것으로 예상된다"고 말했다.
우크라이나 당국은 2021년 들어 30명 가까운 병력이 숨지는 등 몇 주간 휴전 위반이 빈번해졌다며 러시아가 동부 국경 부근에 4만1000명, 러시아가 사실상 강제로 합병한 크림반도의 해군기지에 4만2000명을 증원 배치해 군사적 긴장을 부추기고 있다고 비난했다.

## 전투 세력
돈바스 지역에서 국내외 무장 세력이 이 전쟁에 참여했다.

### 친러시아 반란군

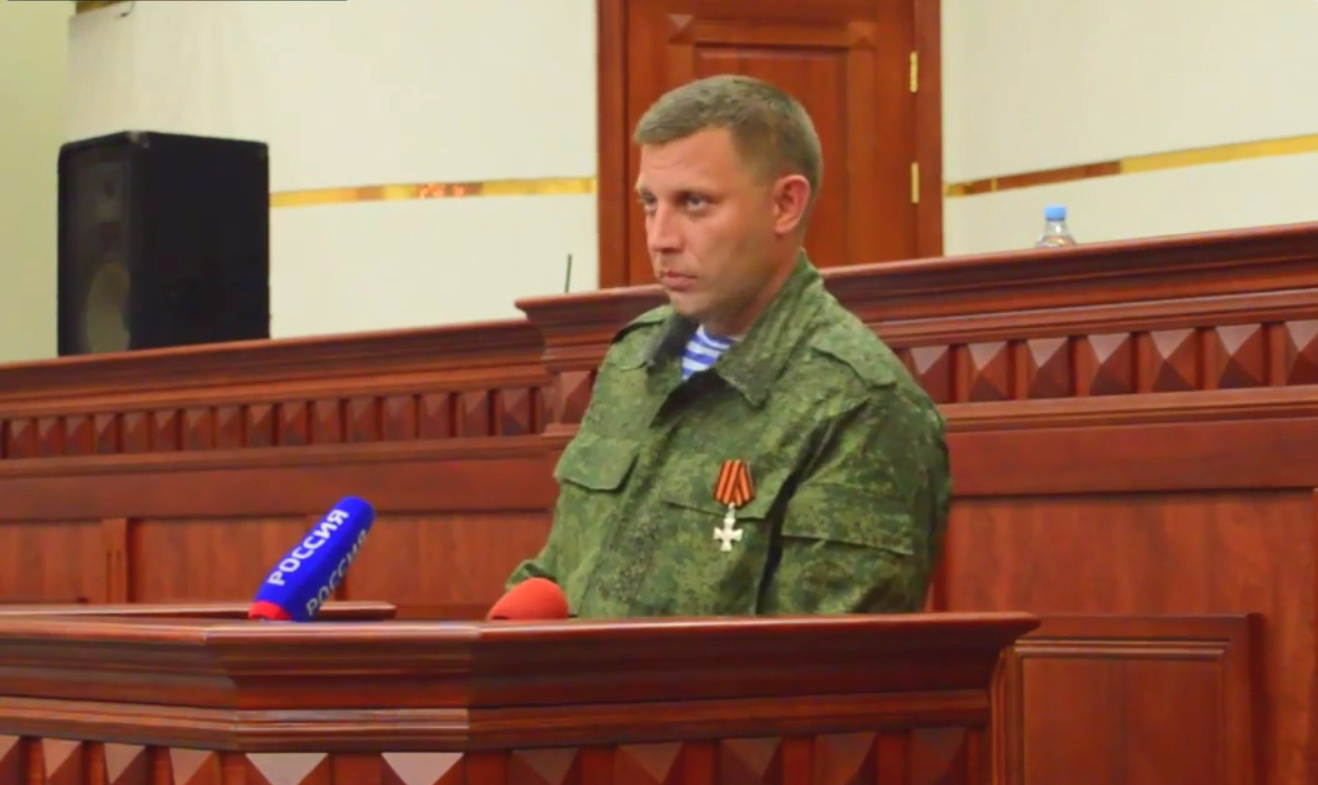
2014년 8월 8일, 도네츠크 인민 공화국의 총리인 알렉산드르 자하르첸코가 국무장관 사무실에서 선서를 하는 모습.

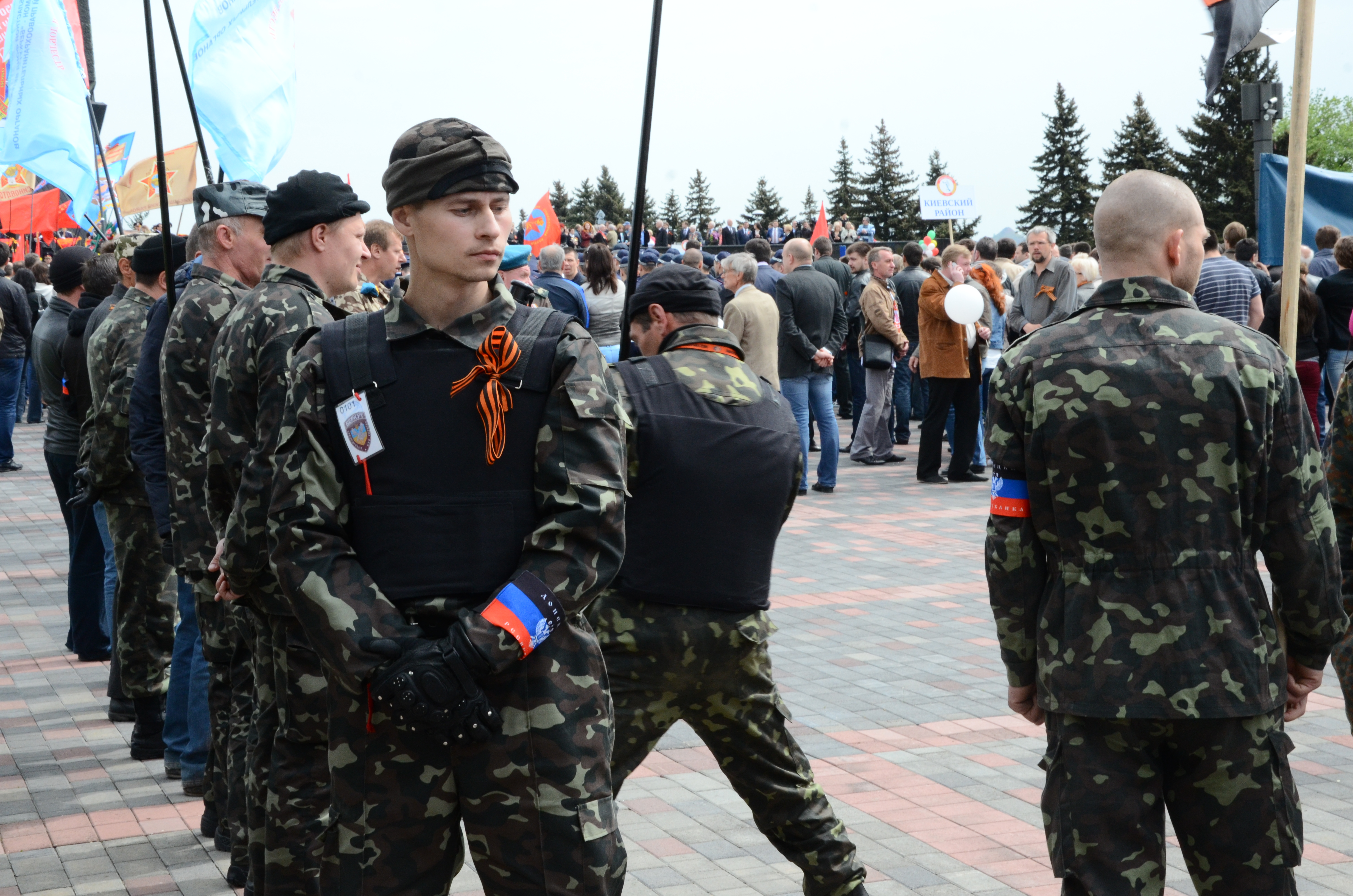
도네츠크의 반란군

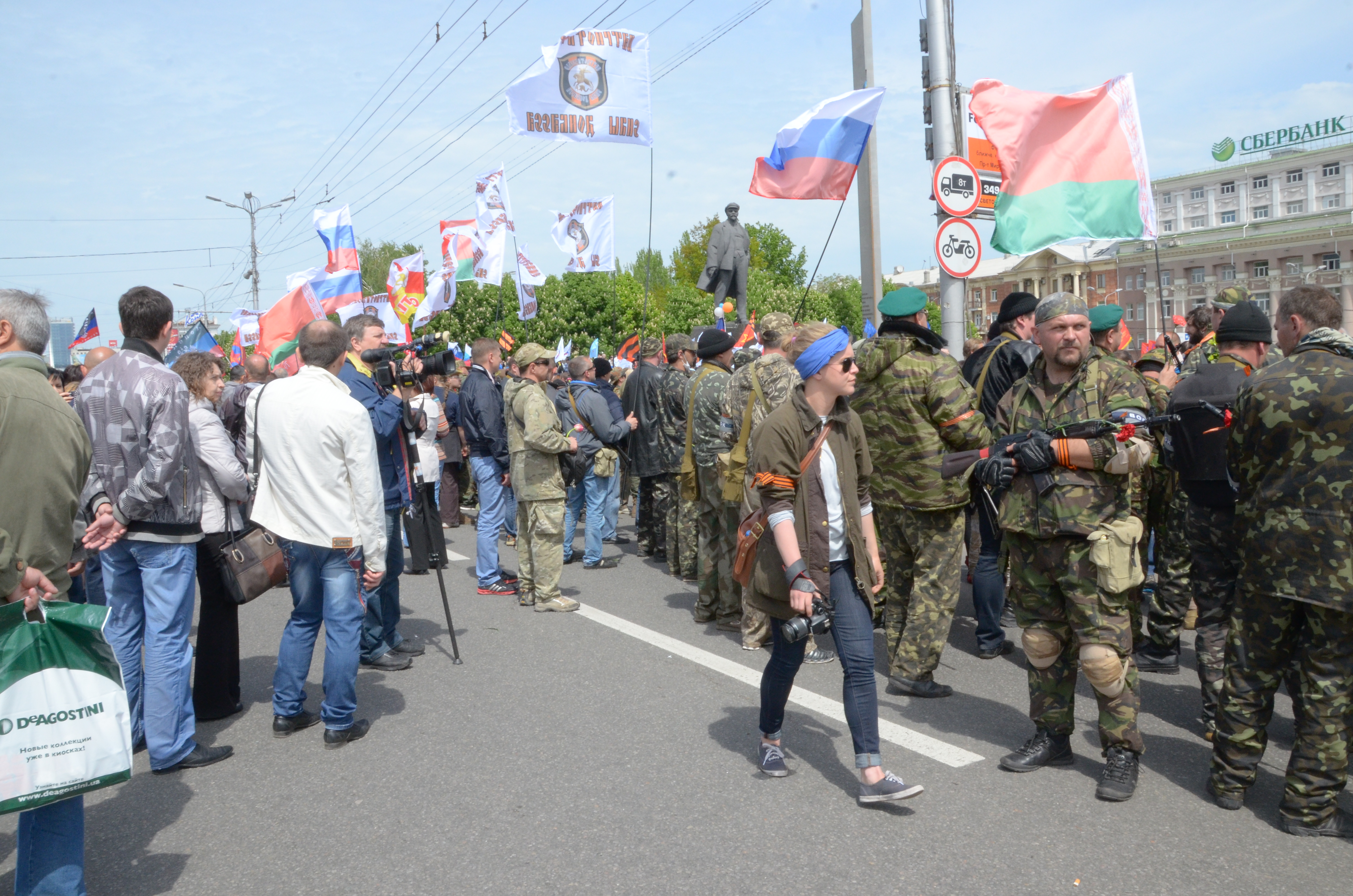
친러시아 반란군

#### 돈바스 인민군
슬로우얀스크의 돈바스 인민군의 지휘관인 이고리 기르킨은 친러시아군에서 러시아가 참여하고 있다는 것을 부인했다. 그는 2014년 크림 위기 기간 동안 군대를 만들었고, 이 군대의 3분의 2는 우크라이나 시민이었다. 또한, 기르킨은 슬로우얀스크의 반정부군을 반정부군 사이 충돌에도 불구하고 도네츠크 인민 공화국 산하에서 같이 싸우기로 했다. 도네츠크 인민 공화국의 대변인에 따르면, 슬로우얀스크를 점령한 무장 부대는 "도네츠크 시위를 지원하는 독립적안 단체이며 ..."라고 말했지만, 슬로우얀스크와 크라마토르스크의 저항세력은 파벨 구바레프의 도네츠크 인민 공화국 산하의 군대라고 말했다.
슬로우얀스크의 무장 세력은 지휘관과 병사 뿐 아니라 퇴역한 지역 군인, 민간인 자원군, 도네츠크에서 올라온 퇴역한 베르쿠트 경찰 등 다양한 소속으로 이루어져 있다. "선데이 텔레그레프"에서 자신의 무기를 가져온 한 사람들에게 러시아 국기가 나부끼는 경찰서에서 인터뷰했을 때, 소련-아프가니스탄 전쟁의 베테랑이었던 한 사람은 "저 국기를 봐라. 저게 우리를 대표하는 나라이다"라고 말했다. 도네츠크의 친러시아군 지휘관인 파벨 파라모노프는 기자회견에서 러시아의 툴라주 출신이라고 말했다. 호를리우카에서 탈영한 경찰들을 러시아군 중령이 지휘하고 있다는 정보가 들어왔는데, 그 지휘관은 나주에 이고리 베즐레르임이 확인되었다. 구 소련의 베테랑 군인이자 슬로우얀스크의 시장이라고 주장하는 뱌체슬라프 포노마료프는 옛 친구들에게 민병대에게 참여하라면서 "예전에 나와 같이 전쟁에 참전했던 친구들을 연락하면 그들은 이 나라와 러시아에서 뿐만 아니라 벨라루스, 카자흐스탄, 몰도바에서도 온다"라고 말했다.
자유유럽방송에서 전 분리주의 무장단체 소속 병사와의 인터뷰는 이 말을 지지한다. 이 병사의 말에 따르면, 일부 카자크 부대를 포함한 러시아의 여러 민병대가 친러시아군을 지지하고 있다고 말했다. 상트페테르부르크에서 발간하는 가제타(Gazeta) 신문 인터뷰에서는 또 다른 말이 있다. 이 병사는 "러시아 제국주의 운동"의 일환으로 자원군이 모여 전투하는 것이라고 말했다.
7월 말, 디에 벨트 인터뷰에 따르면 도네츠크 시내 민병대에서 시민들의 지원의 70% 가까이가 지역 기업이라고 말했다. 9월 16일에는 돈바스 인민군과 루간스크 인민 공화국 소속 군이 합병하면서 노보로시야 연방 육군이 창설되었다.

#### 루한스크 남동군
루한스크 남동군(러시아어: Армия Юго-Востока, Armiya Yugo-Vostoka)은 루한스크주에서 각종 건물을 장악하고 있는 친러시아 무장 단체이다. 가디언 지에 따르면, 이들은 해체된 전 베르쿠트 요원이 포함되어 있다고 말한다. 이들은 루간스크 인민 공화국의 소속이지만, 9월 16일에 돈바스 인민군과 합체하여 노보로시야 연방 육군이 되었다.

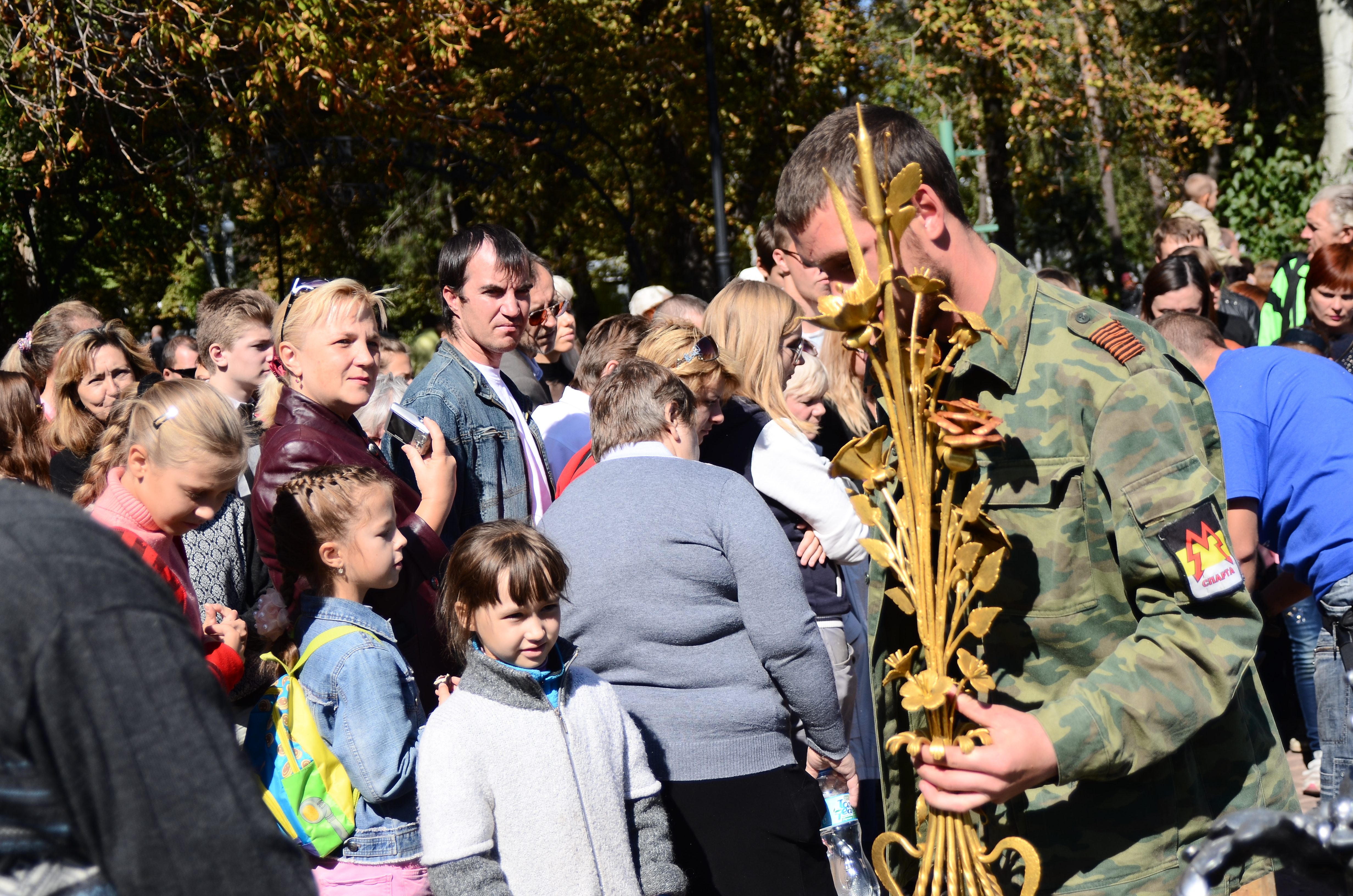
도네츠크의 친러시아군.

#### 러시아 정교회군
러시아 정교회군(러시아어: Русская православная армия, Russkaya pravoslavnaya armiya)은 2014년 5월부터 돈바스 전쟁에 참여한 우크라이나의 친러파 반정부군 단체다. 지역 자원군과 러시아인 자원군을 포함해 약 100여명의 병사가 있다. 우크라이나 정부과 친러시아 군과의 분쟁에 격화되면서 정교회군의 병력은 350명으로, 이후 4,000명 이상으로 상승했다. 러시아 정교회군이 참여한 주요 전투로는 1차 마리우폴 전투와 아므브로시브카 현 전투가 있다. 러시아 정교회군의 지휘부는 도네츠크의 우크라이나 보안원(SBU) 청사를 사용하고 있다. 이 정교회군의 병사는 스스로 도네츠크 인민 공화국의 국방 장관이라고 선언한 이고리 기르킨에게 충성을 맹세한다. 우크라이나 국방부에 따르면, 러시아 정교회군은 정교회군의 약탈을 비판하는 보스토크 대대 등의 다른 친러시아 무장 단체와 충돌을 빚고 있으며 전투를 기피하고 있다고 말했다.

#### 보스토크 대대

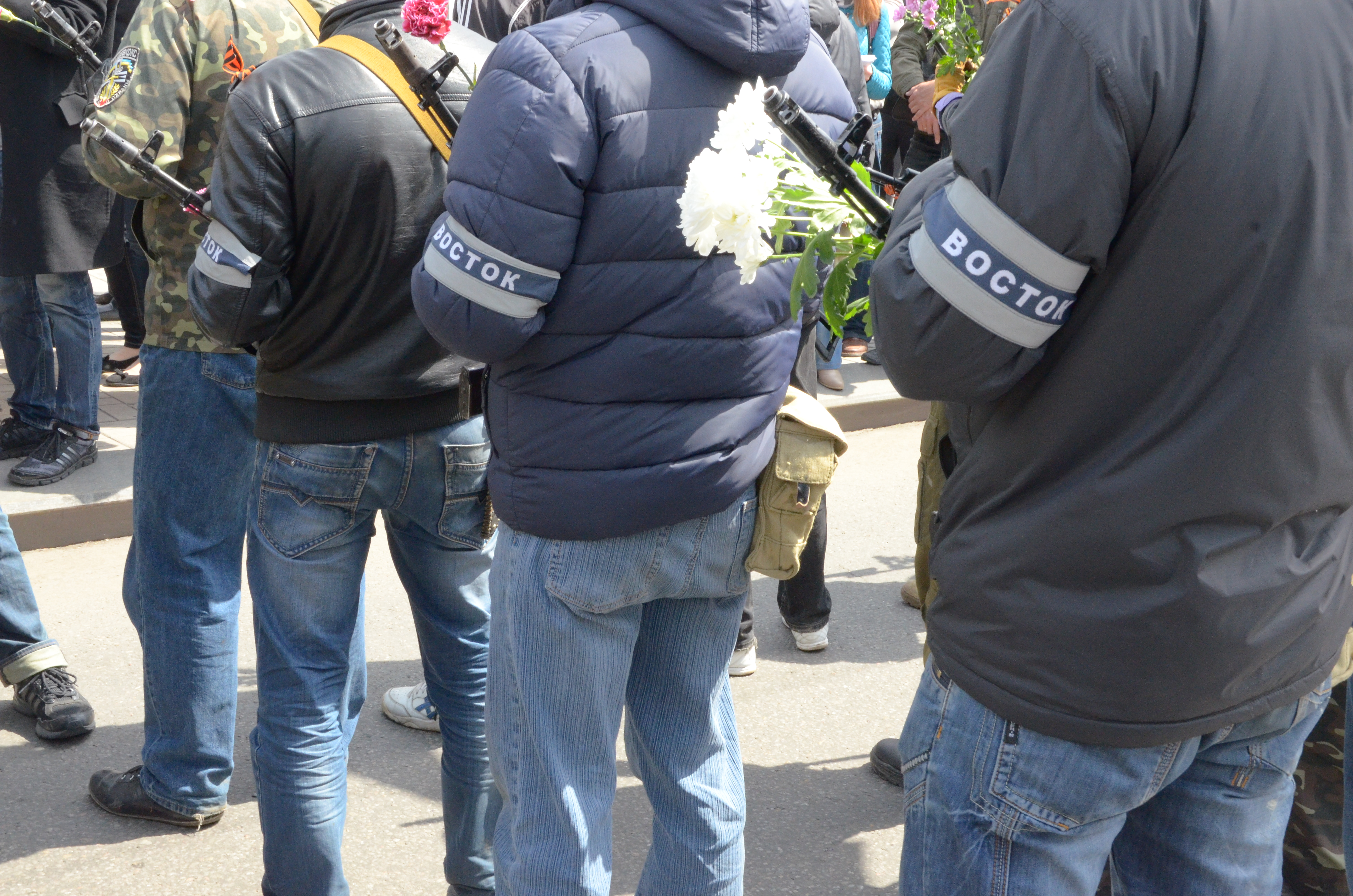
보스토크 대대의 모습.

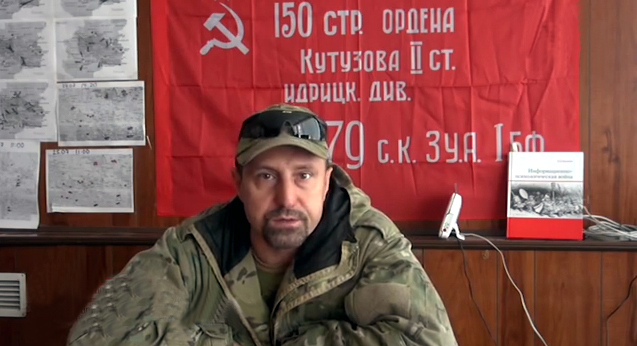
1945년 4월 30일, 베를린의 국가의회 의사당에 계양되었던 승리 배너를 두고 서 있는 알렉산드르 호다콥스키.

보스토크 대대(러시아어: Батальон Восток, 우크라이나어: Батальйон Схід, 직역하면 "동부 대대")는 2014년 5월 창설한 준군사조직이다. 이 대대는 우크라이나 보안원에서 탈주한 지휘관인 알렉산드르 호다콥스키가 지휘한다. 호다콥스키는 도네츠크 인민 공화국 보안청 국장이며, "돈바스 애국군" 저항 대대의 지휘관이기도 하다.
보스토크는 원래 제2차 체첸 전쟁과 2008년 남오세티야 전쟁에 참전했던 러시아 총정보국(GRU) 특수부대인 보스토크 자파드 특수 대대 출신이다. 원래 대대는 체첸 공화국에 본부를 두었던 러시아 국방부 소속 병력으로 2009년에 설립했다. 호다콥스키는 휘하에 약 1,000명 정도가 있고 러시아 보안부에서 경험이 많은 "자원대"가 대대에 합류하고 있는 것으로 생각된다. 자유유럽방송의 보고서에는 이 대대가 GRU가 직접 편성한 것이거나 GRU가 허가한 부대라는 의혹이 있다고 말했다. 이 대대에는 러시아인과 우크라이나인 모두가 있다. BBC 뉴스에서는 이 대대는 주로 일부 러시아인 자원군과 동우크라이나에서 교육받지 않은 지역 주민들로 구성되어 있다고 말했다. 보스토크 대대의 절대다수는 1차 도네츠크 국제공항 전투에서 사망했다. 전투 후 약 30명이 러시아로 송환되었다. 병사 중 일부는 단지 자원해서 들어간 사람도 있지만, 절대다수는 주당 100$의 봉급을 받고 있다고 말했다.

#### 외국인 자원군

##### 카자크
일부 독립적인 카자크 자원군이 확인되었으며, 특히, 국경 양 쪽에서 살고 있는 돈 카자크가 전쟁에 참여하고 있으며, 일부 자칭 신 카자크 세력과 함께 친러시아군에 가담하고 있다. 이 카자크 부대의 일부분은 제2차 세계 대전 당시 소련과 대항하여 싸웠던 독립적인 백 카자크군을 본딴 "테렉늑대 소티나"라는 준군사조직을 창설했다. 이들 중 눈에 띄는 병사로는 벨로레첸스크에서 태어난 러시아인 베테랑 군인인 알렉산더 "부게멘" 모자예프와 지휘관 예브게니 포노마레프가 있다.
비록 카자크 부대가 한꺼번에 러시아에서 우크라이나 국경을 넘는 것은 금지되었지만, 러시아가 동조적으로 개별 병사들에게 우크라이나 국경을 넘는 것은 지원해주고 있다. 카자크는 이것이 카자크 형제들, 러시아 제국주의, 러시아 정교회의 믿음이라고 생각하고 있고 이들은 "역사적인 러시아 국토"으로 인식하고 있는 땅을 점령하려는 의도로 반란에 참여하고 있다고 말했다. 5월 20일, 모자로프는 블라디미르 푸틴에게 신성한 전쟁을 위해 신속한 증원을 할 수 있도록 러시아 측 국경을 열어달라는 비디오를 저냈다. 또한, 모자로프는 유대-프리메이슨 음모론을 믿고 유대인을 파괴 해야 한다는 것과 같은 일부 극단적인 성향을 포함하고 있는데, 그는 유대-프리메이슨은 "전 세계에 혼란을 주고 있으며" "우리의 공통적인 정교회에게 고통을 안겨주는 세력이다."라고 말했다. 5월 25일, SBU는 루한스크에서 러시아 카자크인 13명을 체포했다.

##### 캅카스인과 중앙아시아인 민병대

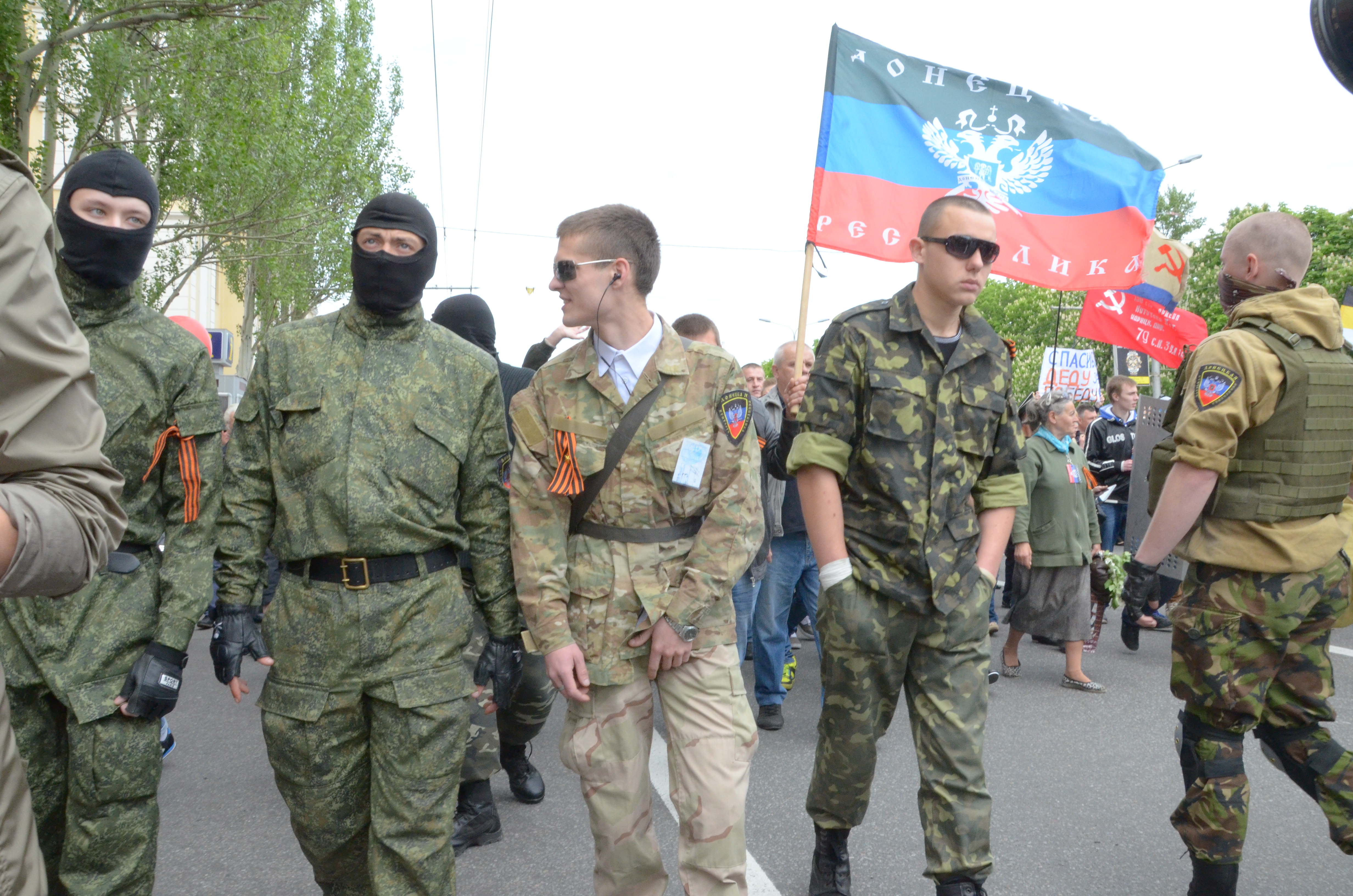
도네츠크의 친러시아군

우크라이나 외무부에 따르면, 러시아인 병사의 존재는 러시아가 "있는 그대로 우크라이나를 침공한 것"이며, "러시아가 우크라이나로 테러리즘을 수출하고 있다."라고 주장했다. 외무부 장관은 "우크라이나 영토로 모여들고 있는 러시아 테러리스트 조직이 형성되고 있고, 크렘린과 러시아 특수부대가 직접적으로 제어하고 있으며 자금을 조달하고 있다고 단언할 수 있다."라고 말했다. 현재까지 다양한 보고서와 인터뷰에서 체첸인, 오셰티아인, 타지크인, 아프가니스탄인, 아르메니아인 등 다양한 러시아계 준군사세력이 우크라이나에서 활동하고 있다.

###### 체첸 준군사
체첸 준군사조직은 2014년 5월 5일 슬로우얀스크에서 발견되었다. 체첸 공화국의 대통령인 람잔 카디로프는 5월 7일 만약 키이우에서 그 "징벌적인 작전을 계속 수행할 경우" 남부 및 동부우크라이나에 체첸 "자원군" 수만명을 보낼 것이라고 위협했다. 이후, 카디로프는 체첸 지역에서 적극적인 자원병 모집 캠패인을 지원하고 있으며, 그로즈니, 아치호이마르탄, 즈나멘스코예, 구데르메스 등에서 채용 센터가 존재한다고 밝혔다. 북캅카스 이슬람 저항 세력의 공식 웹사이트인 카브카자센터(Kavkazcenter)에서는 체첸 정부가 우크라이나에 전투하고자 하는 "자원군"을 모집하는 사무소를 만들었는데 그 사무실이 갑자기 폐쇄되었다고 말했다.

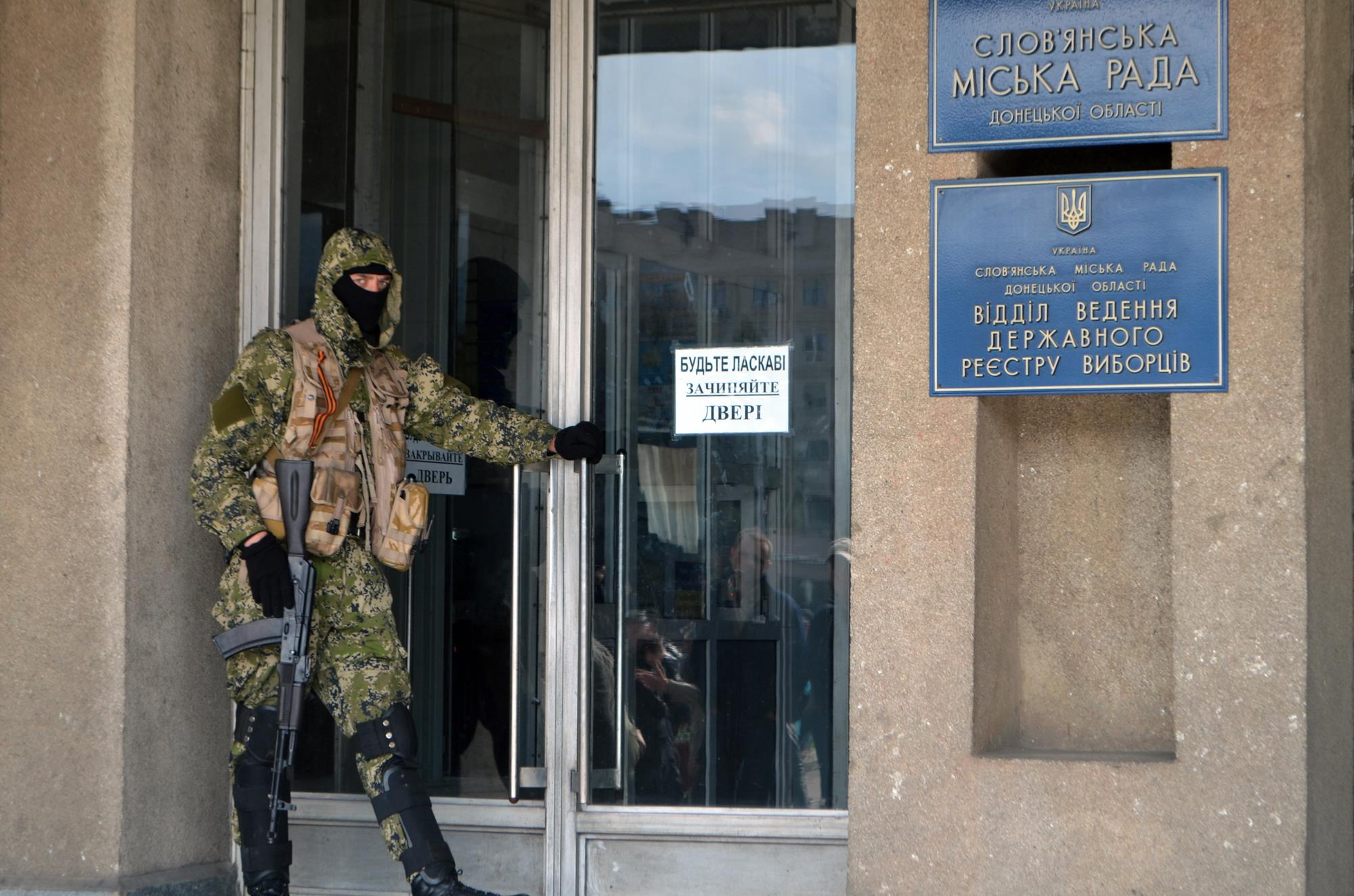
2014년 4월 14일, 슬로우얀스크에서 무장한 군인.

5월 24일, 군인을 싣은 5개 트럭이 우크라이나-러시아 국경을 넘어서 우크라이나 내로 들어왔는데, 일부 보고에서는 이들이 체첸의 베테랑 군인인 것으로 추측된다고 말했다. 다음 날, 각각 20명의 군인을 싣은 8개 트럭이 도네츠크의 보스토크 대대로 도착했다. 이 병사들 중 일부는 체첸어를 하는 등 체첸인으로 보이며, 자신은 체첸에서 왔다고 말하기도 했다. 반군 2명은 CNN과의 인터뷰에서 체첸 자원군이 왔다고 말했다.
람잔 카디로프는 우크라이나 내에서 체첸 군인이 존재한다는 것에 관해서는 모른다며 부인했지만, 친러시아 지휘관이 체첸 및 기타 민족 세력이 도네츠크 인민 공화국을 위해 싸우고 있다고 말했다. 1차 도네츠크 국제공항 전투 이후, 지역 정부는 일부 무장 세력 병사가 체첸의 그로즈니와 구데르메스에서 왔다고 밝혔다. 한 도네츠크 주민은 체첸 전투병의 존재에 대해 "이 전쟁은 깨끗하지 않다. 이 (전쟁)은 인위적으로 만들어진 것이다. 이게 도네츠크 인민 공화국에서 일으킨 봉기라면, 이 외국인은 여기서 무엇을 하는 것인가?"라고 말했다.
파이낸셜 타임스와 바이스 잡지에서 체첸 군인의 인터뷰에 따르면, 체첸 대통령이 이 우크라이나의 전쟁에 참여하라고 말했다고 전했다. 대통령 카디로프는 6월 1일에 이 인터뷰에 대해 강력하게 부인했다. 그의 성명에서는 "기꺼이 76,000명의 체첸 군인을 우크라이나로 보내기를 원하지만", 도네츠크가 아니라 키이우로 갈 것이라고 말했다.

###### 오세티야와 압하스 준군사
2014년 5월 4일, 남오세티야의 친러시아 성향 정당인 오세티야 연합당과 낙하산병 연합이 "우크라이나 남동부의 평화로운 시민들"을 보호하기 위해 조지아-오세티야 충돌에 참여했던 노병 자원군을 보낼 것이라고 발표했다. 일부 비디오에서는 도네츠크 도시에서 오세티야 소속의 무장 단체가 존재하는 것으로 확인하고 있다. 5월 27일 돈바스 지역의 친러시아군과의 인터뷰에서 적어도 2달 이전부터 도네츠크에서 16명 이상의 오세티야 출신의 병사가 있다고 인정했다. 뿐만 아니라, 우크라이나 국경수비대 사령관인 미콜라 라트반은 공식 보고서에서 압하스 출신의 병사들도 보이고 있다고 말했다. 북/남오세티야의 병사는 6월 즈음에 돈바스에서 활동하고 있다고 발표했다. 보스토크 대대 소속의 올레흐라는 이름의 병사는 인터뷰에서 "2008년에 러시아는 우리를 구해주었다. 우리는 이 수고를 보상하려 왔다"라고 말했다.

###### 기타
프랑스, 독일, 미국, 이탈리아, 폴란드, 루마니아, 세르비아, 스페인, 터키 및 기타 다양한 국적의 자원군이 친러시아군 측에서 활동하고 있는 것으로 알려져 있다. 우크라이나 내에서 적어도 세르비아 계열의 친러시아군 병사가 200명 있는 것으로 추측하고 있다. 그들은 45명으로 구성된 체트니크 운동을 이끈 브라티슬라브 지코비치와 조반 세비치의 이름을 딴 군을 가지고 있다. 약 20명 정도의 헝가리인이 '성 스테판 군단'이라는 이름의 군으로 활동하고 있다고 알려져 있다.

### 우크라이나 정부군

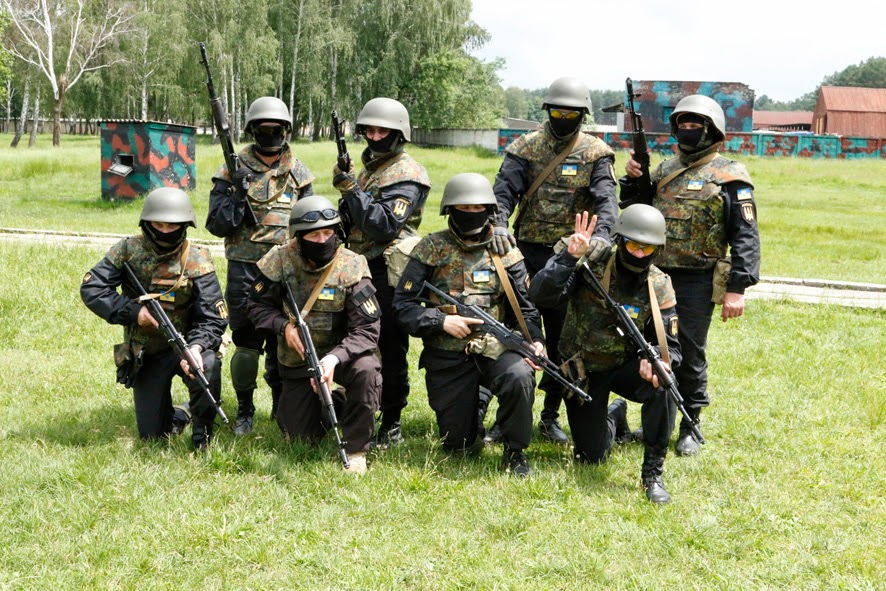
키이우 근처에서 훈련을 받는 돈바스 대대 병사들.

#### 우크라이나군
우크라이나 육군은 우크라이나 내의 주요 군사세력이며 도네츠크 인민 공화국과 루한스크 인민 공화국에 맞써 싸우는 선도적인 군사 중 하나이다. 우크라이나군의 빈약한 장비와 무능한 리더십으로 인해 최근에는 우크라이나 국가방위군이나 우크라이나 영토 방어 대대와 같은 우크라이나 내무부 소속 군사와 함께 활동하고 있기도 한다.

#### 우크라이나 국가방위군
우크라이나 국가방위군은 2014년 크림 위기로 인해 우크라이나 내에서 긴장이 한창 상승하던 2014년 3월 13일 재설립했다. 이 군사는 우크라이나 내무부 소속으로 활동하고 있다. 이 군사는 우크라이나 내무군을 대체하기 위해 만들어졌으며, 이후 이 군사를 기반으로 활동하고 있다.

#### 우크라이나 내무부
우크라이나 내무부는 우크라이나의 경찰에 해당하는 밀리치야를 담당하고 있다. 내무부 장관인 아르센 아바코프는 돈바스 지역에서 친러시아군에 대한 진압 작전을 선도하는 사람이다.

#### 우크라이나 보안원

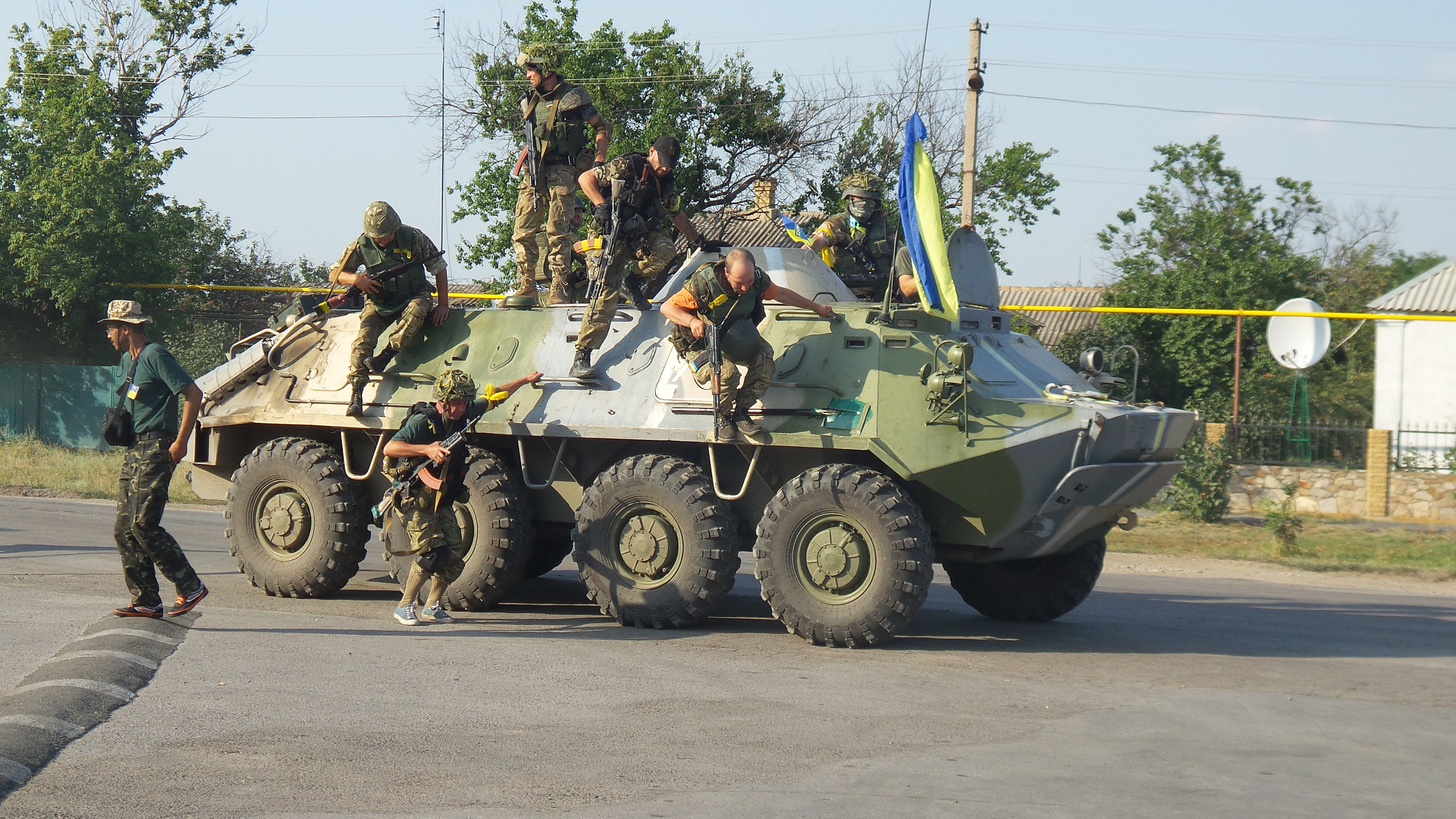
2014년 8월 9일, 도네츠크 지역의 돈바스 대대.

돈바스 지역에서 우크라이나 정부의 대 도네츠크 인민 공화국/루한스크 인민 공화국 작전을 "대테러 작전"(ATO)라고 부른다. 이 작전에서 우크라이나 대테러리스트 센터의 우크라이나 보안원(SBU) 사단이 활동하고 있다. SBU는 우크라이나의 정보 기관이다.

#### 친정부 군사 조직

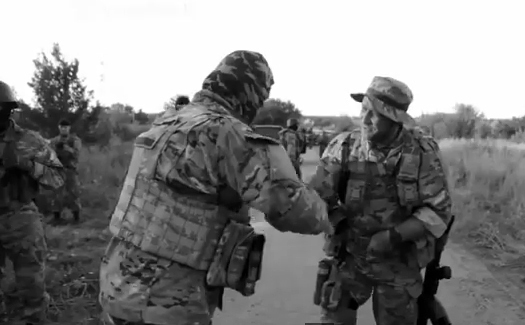
2014년 7월, 우익 섹터의 대표인 드미트로 야로쉬(오른쪽)와 돈바스 대대의 지휘관인 세멘 세멘셴코(왼쪽).

우크라이나 영토 방어 대대라는 이름의 친정부 군사조직은 돈바스 인민군과 기타 친러시아군과 맞써 싸우기 위해 만들어진 군사 조직이다. 이 조직에는 돈바스 대대, 아조프 대대, 하르키우 대대, 올레 라셴코의 부대 등이 있다.
루한스크주의 스챠스티야에서 친러시아군이 패배한 이후, 7월 9일에 아이다르 대대가 이곳을 점령했다. 우크라이나 국방부의 명령을 받는 대대는 같은 방식으로 이전에 친러시아가 장악했던 마을을 점령하고 있다. 또 다른 대대인 아조프 대대는 극우 극단적 민족주의자 단체인 사회-국가 위원회의 소속으로 활동하고 있다. "이 대대의 절반 이상은 러시아어를 하는 동우크라이나 사람이다."라는 보고서가 있다. 우크라이나 내무부는 외국인이 이 아조프 대대에 있다는 것을 부인했지만, 스스로를 "미하일 스키르트"라 부르는 사람은 BBC 기자와의 전화 연결에서 자신은 스웨덴인으로 저격수로 활동하고 있다고 말했다. BBC와의 연결에 의하면 "아조프 대대에서 외국인은 소수이며 자원군으로 와서 봉급을 받지 않는다."라고 말했다. 알자지라 잉글리시에서는 아조프 대대에서 활동하는 캐나다인 병사와의 인터뷰가 있었는데, 그는 "이 대대는 다른 극우 사회민족주의 단체와 극렬민족주의 성향의 스웨덴, 이탈리아, 프랑스, 캐나다, 러시아 조직에서 자원하여 들어오고 있다."라고 말했다.
러시아 외무부는 이탈리아 뉴스 일 지오말레에서 우크라이나로 향하는 스웨덴, 핀란드, 발트 국가, 프랑스 등의 용병에 관해서 철저히 조사하고 보고해야 한다고 말했다.
극단적 민족주의 단체인 우익 섹터도 돈바스 지역에서 활동하는 군사 단체가 있다. 2014년 8월 도네츠크의 전투에서 약 12명이 사망한 것으로 추측된다. 우익 섹터의 대표인 드미트로 야로쉬는 이 죽음을 복수할 것이라고 천명했다.

## 러시아군의 개입
러시아가 크림반도를 합병한 후, 러시아는 돈바스 지역에 대해 전쟁을 통해 개입하기 시작했다. 미국 국무부의 보고서와 성명에서는 2014년 4월부터 남부와 동부 우크라이나로 향해 러시아가 계속적으로 불안 상황을 조장하고 있다고 비판했다. 러시아는 이 보고서에 대해 개입하고 있지 않다며 부인했다. 이 불안 상황에서 도네츠크주와 루한스크주에서는 러시아가 도네츠크 인민 공화국과 루한스크 인민 공화국에게 무기, 장갑차, 전차, 기타 중무기 등을 지원해 준 정황이 드러났다. 러시아 시민과 군인 상당수가 도네츠크 인민 공화국과 루한스크 인민 공화국에게서 자원군으로 활동하고 있으며 이는 친러시아군 지휘관도 인정했다. 돈바스 반군 집단의 모병은 러시아 도시의 군사 병참부 시설을 통해 공개적으로 개인/집단으로 받아들이고 있는 것이 드러났다. 이는 8월 25일 우크라이나 보안원이 러시아 낙하산병 부대 일부를 항복시키고 포로로 만들었을 때 절정에 달했다. SBU는 그들의 사진, 이름을 공개했다. 다음 날, 러시아 국방부는 이 사건을 두고 병사들이 "실수로" 국경을 넘어서 일어난 것이라고 발표했다.
8월 27일에는 전쟁이 새로운 국면에 들어갔다. 방대한 양의 군사 장비와 병력이 러시아와의 국경을 통해 이전에 우크라이나 정부가 통제했던 도네츠크주로 들어갔다. 서구 관계자는 이를 러시아 연방의 "비밀스런 침공"이라고 말했다. 미국 국무부 대변인 젠 사키는 "이 침공은 러시아가 지휘하는 공세가 진행 중임을 나타내는 것이다."라고 말했으며, 우크라이나 대통령 페트로 포로셴코는 "러시아군이 침공했다."라고 비판했다. 나토의 사령관인 준장 젠 니코 탁은 8월 28일 러시아군 1,000명 이상이 돈바스의 분쟁 지역으로 향했다고 발표했다. 침공 일주일 전, 러시아는 국경을 넘어서 우크라이나군을 포격했으며, 7월 중순부터는 러시아가 국경을 넘어선 지속적인 포격을 한 것이 확인되었다. 이 때, 러시아 정부 대변인은 이 보고를 부인했다. 2014년 8월 레바다 센터의 조사에서는 러시아 시민의 약 13%만이 러시아가 우크라이나의 전쟁에 개입하고 있다고 생각한다는 설문조사가 나왔다.
2015년 5월 12일, 러시아의 원외야당 인민자유당(RPR-PARNAS)은 보리스 넴초프가 작성한 러시아의 우크라이나 사태 개입 관련 보고서를 전격 공개했고, 전체 64페이지 분량의 이 보고서에는 우크라이나 동부 돈바스 지역에서의 우크라이나 정부군과 친(親)러시아 분리주의 반군 간 전투에 러시아군이 친러시아 분리주의 반군을 도와 참여한 증거와 피해 규모 등이 들어가 있다.
넴초프는 220명 정도의 러시아 군인이 돈바스 전쟁에서 사망하였으나, 일로바이스크 전투에서 사망한 병사들을 제외한 다른 지역에서 숨진 병사들의 유족은 아무런 보상을 받지 못했다는 사실을 폭로했다. 이는 그 동안 러시아 연방 정부가 그동안 우크라이나 사태에 대한 러시아군의 개입 주장을 강하게 부인해온 것과는 상반되는 사실이라, 논란이 예상된다.

## 인권 문제
유엔은 도네츠크 인민 공화국과 루간스크 인민 공화국, 이들과 연합한 반정부군이 점령한 지역에 대해 "놀라울 정도의 인권 악화" 상황이라고 말했다. 유엔은 이 지역에서 주로 도네츠크 인민 공화국 소속 군이 표적살해, 고문, 납치한 사례를 문서화하여 이 지역에서 인권 악화가 심해지고 있다고 보고했다. 또한, 유엔은 언론인 및 국제기구 소속 관찰자에 대한 위협, 공격, 납치 사건 뿐 아니라 우크라이나 지지자에 대한 구타와 폭행이 일상화되어 있다고 말했다. 휴먼 라이츠 워치의 보고에 따르면, "동부 우크라이나의 반정부군은 우크라이나 정부 지지 세력, 또는 반정부군과 맞지 않는 생각을 가진 사람에 대해 납치, 공격을 통해 괴롭히고 있다 ... 반정부군은 누구도 그들을 도와주거나 지지하지 말라는 메시지를 보내는 목적으로 구타와 납치를 일상화한다." 라고 말했다. 또한, 우크라이나군에 의한 구타, 납치, 지역 주민들의 처형에 관한 여러 제보도 있었다. 이와 같은 사례의 예로는 올레 라셴코의 아이다르 우크라이나 국토 방위 대대가 있다. 8월, 친러시아 반군 사령관 이고리 기르킨의 수석 고문인 이고리 두르즈는 "이런 비상사태에서, 여러 번 우리는 혼란을 막기 위해 총살형을 집행했다. 그 결과, 슬로우얀스크에서 철수했던 우리 군은 매우 엄격하게 관리하고 있다." 라고 말했다.

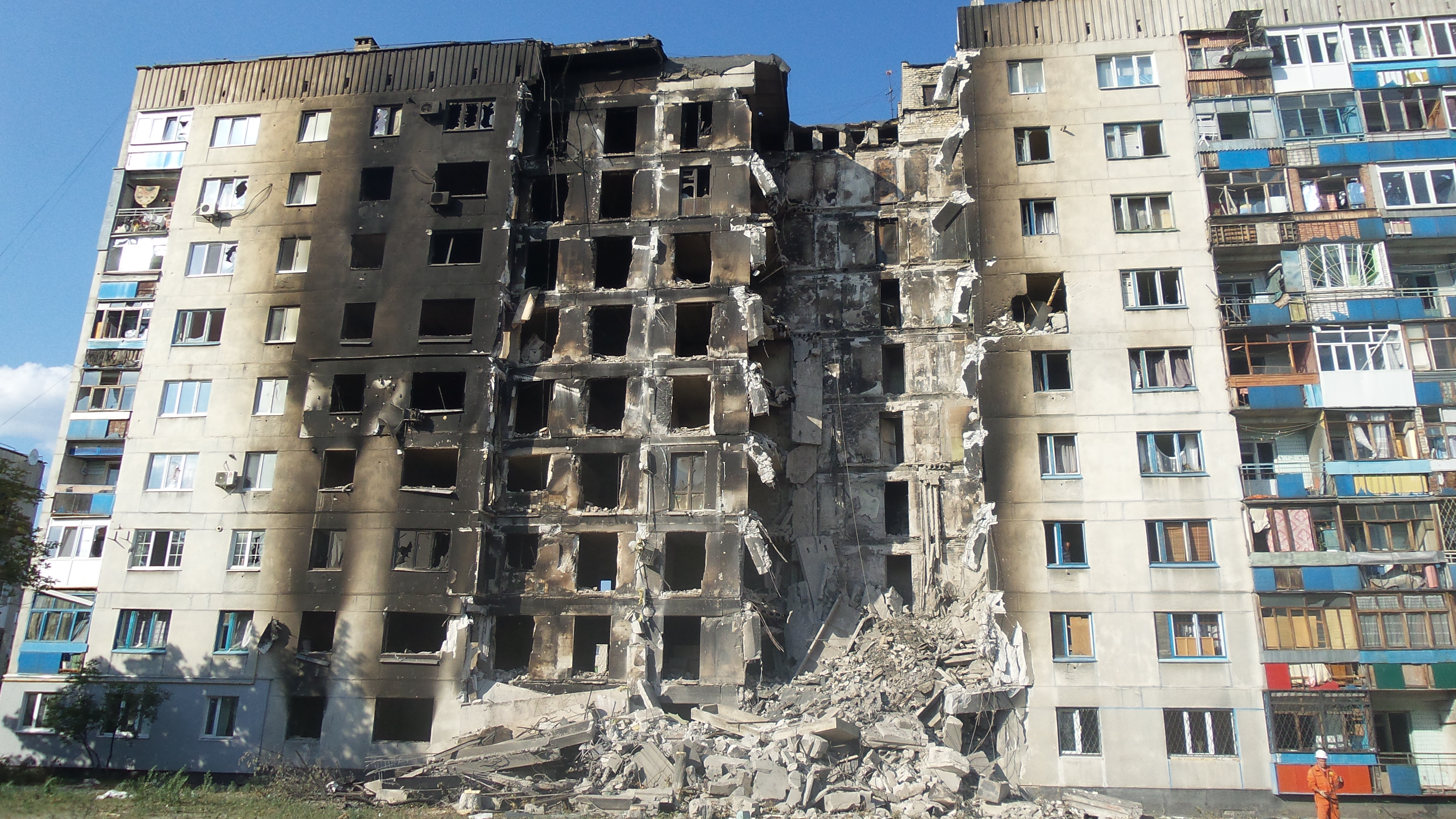
2014년 8월 4일, 포격을 받은 리시찬스크의 건물.

7월 28일 유엔 인권 고등판무관 사무소의 발표에 따르면, "매우 보수적인 추측"으로 4월 중순 전투 기간에 약 1,129명의 민간인이 사망했으며, 3,442명의 민간인이 부상을 당했다고 말했다. 또한, 보고서에서는 도네츠크와 루한스크주의 부동산 및 인프라 피해가 최소 7억 5,000만 달러에 달할 것이라고 추측했다. 휴먼 라이츠 워치는 우크라이나 정부 세력인 친우크라이나 민병대와 반정부군이 민간인 지역에 무유도 BM-21을 이용한 로켓 공격을 했다고 보고하면서, "인구 밀집 지역의 무차별 로켓 사용은 국제 인도주의 법과 전쟁법을 위반한 전쟁 범죄이다."라고 말했다. 뉴욕 타임즈에서는 높은 민간인 사망자 비율이 "동우크라이나에서 친서방 우크라이나 정부를 반대하는 인구를 줄이는 데 사용하고 있으며", 이 감정이 저항세력에 대한 "모집을 지지하는 계기가 될 것"이라고 말했다.
8월 초부터, 적어도 73만명이 돈바스 지역에서 전투하던 도중 러시아로 도망갔다. 이전에 예상했던 추측치보다 훨씬 큰 이 수는 유엔 난민 고등판무관 사무소에 넘겨졌다. 국내 난민의 수는 117,000명으로 증가했다. 8월 내내 난민이 급격하게 증가한 이후, 9월 초 우크라이나의 돈바스 지역 난민은 2배 오른 26만명이 되었다. 러시아로 도망친 난민의 수는 814,000명으로 증가했다.

## 갤러리

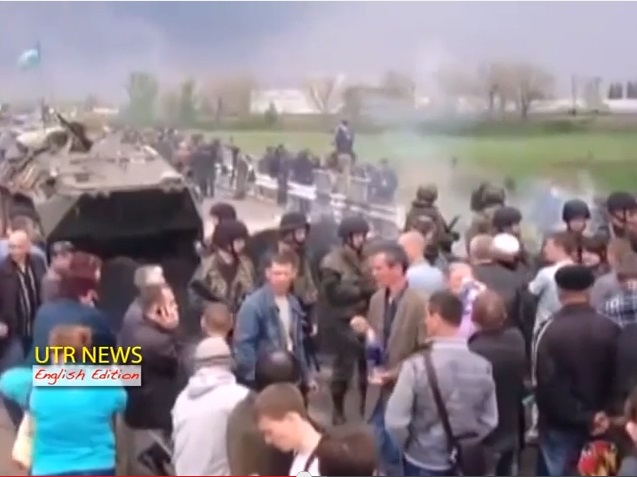
슬로우얀스크 근처에서 우크라이나군을 막는 사람들 (2014년 4월)
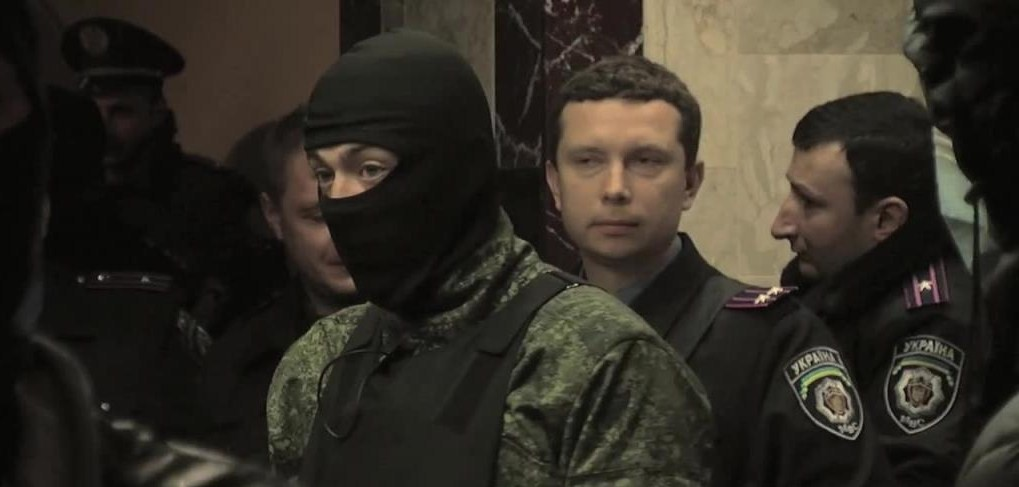
도네츠크 경찰 본부를 점령한 친러시아 무장 세력 (2014년 4월 12일)
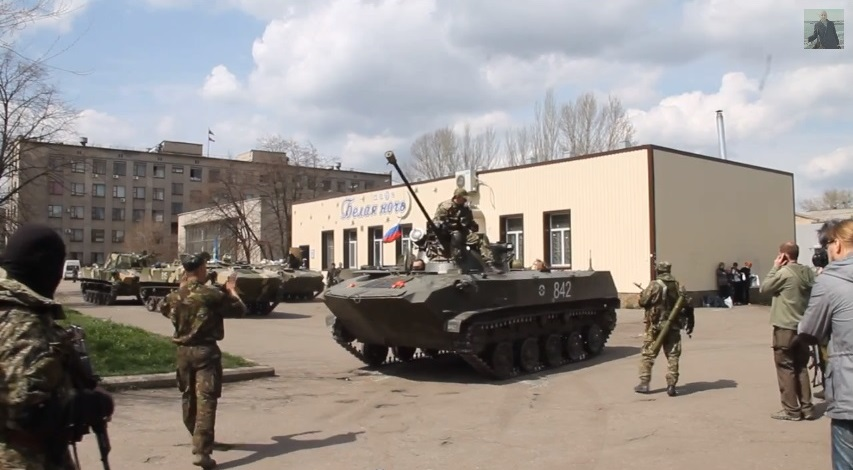
슬로우얀스크에서 노획된 친러시아 군의 장갑차 (2014년 4월 16일)
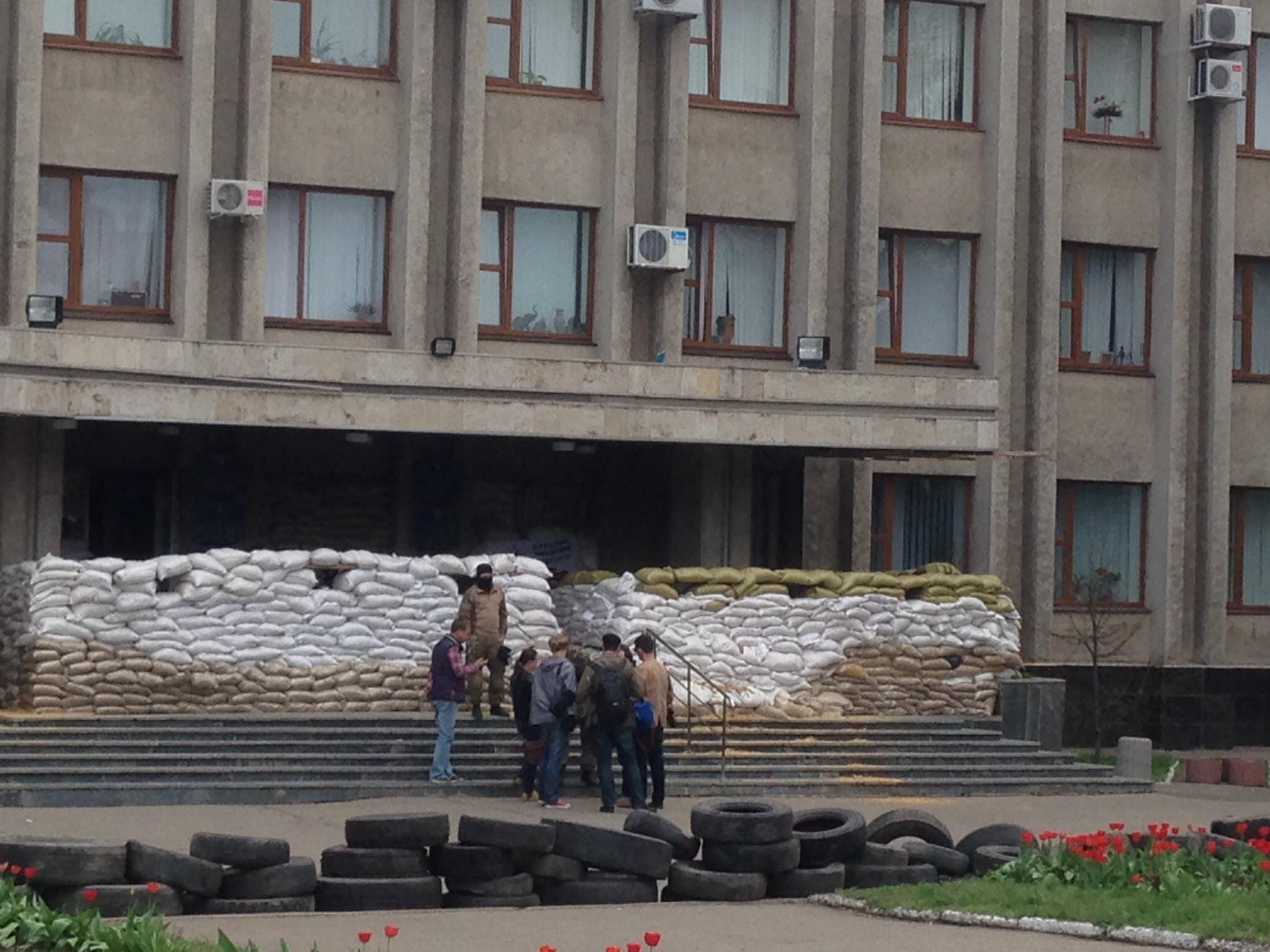
친러시아군이 점령한 슬로우얀스크 행정부 청사 (2014년 4월)
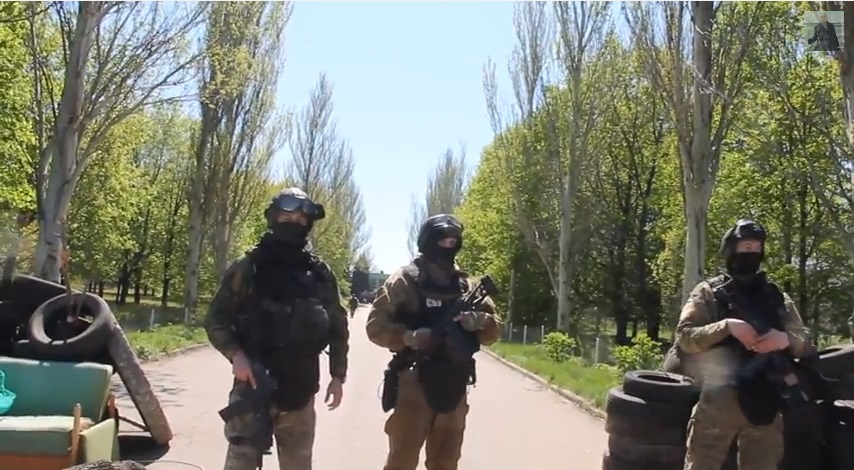
크라마토르스크 근처의 우크라이나 SBU 알파 그룹 병사 (2014년 4월 25일)
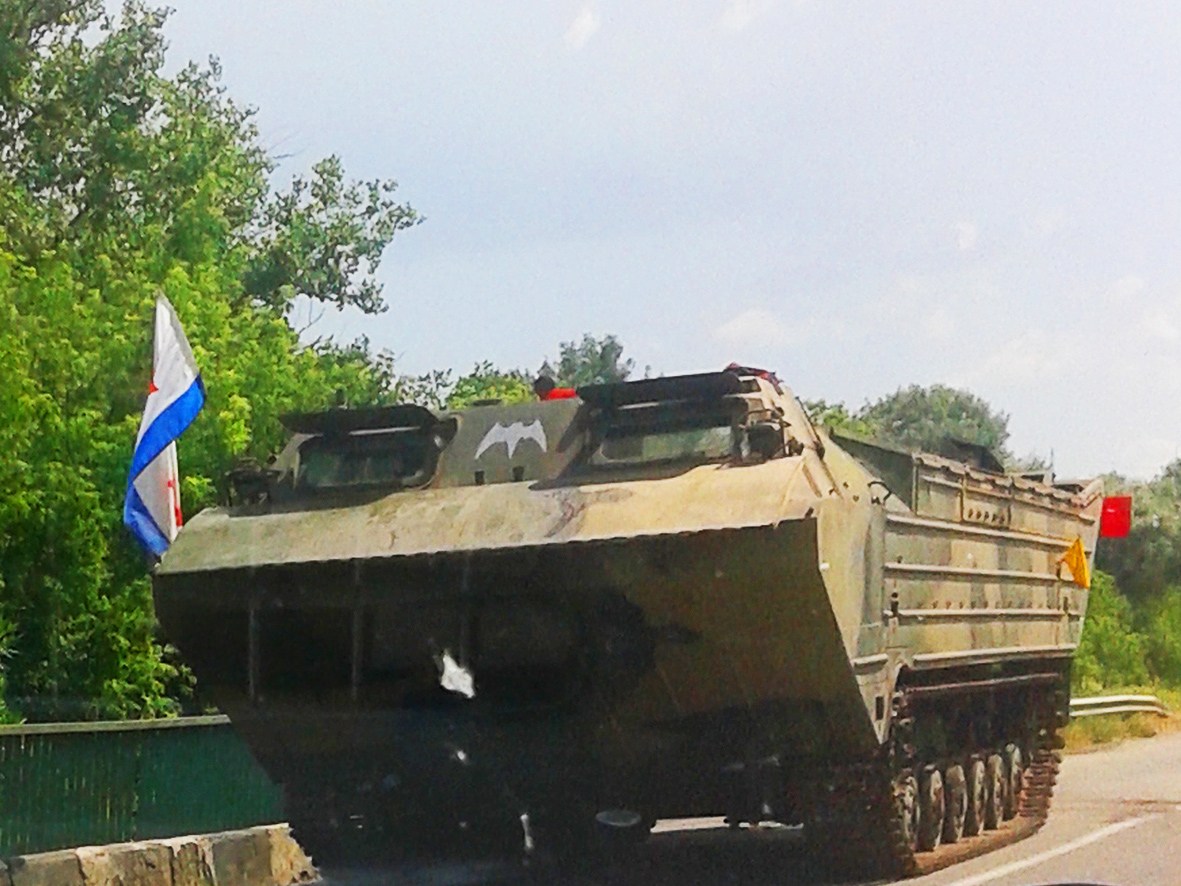
우크라이나의 아이다르 대대가 노획한 루한스크 인민 공화국 소송 장갑차 (2014년 6월 9일)
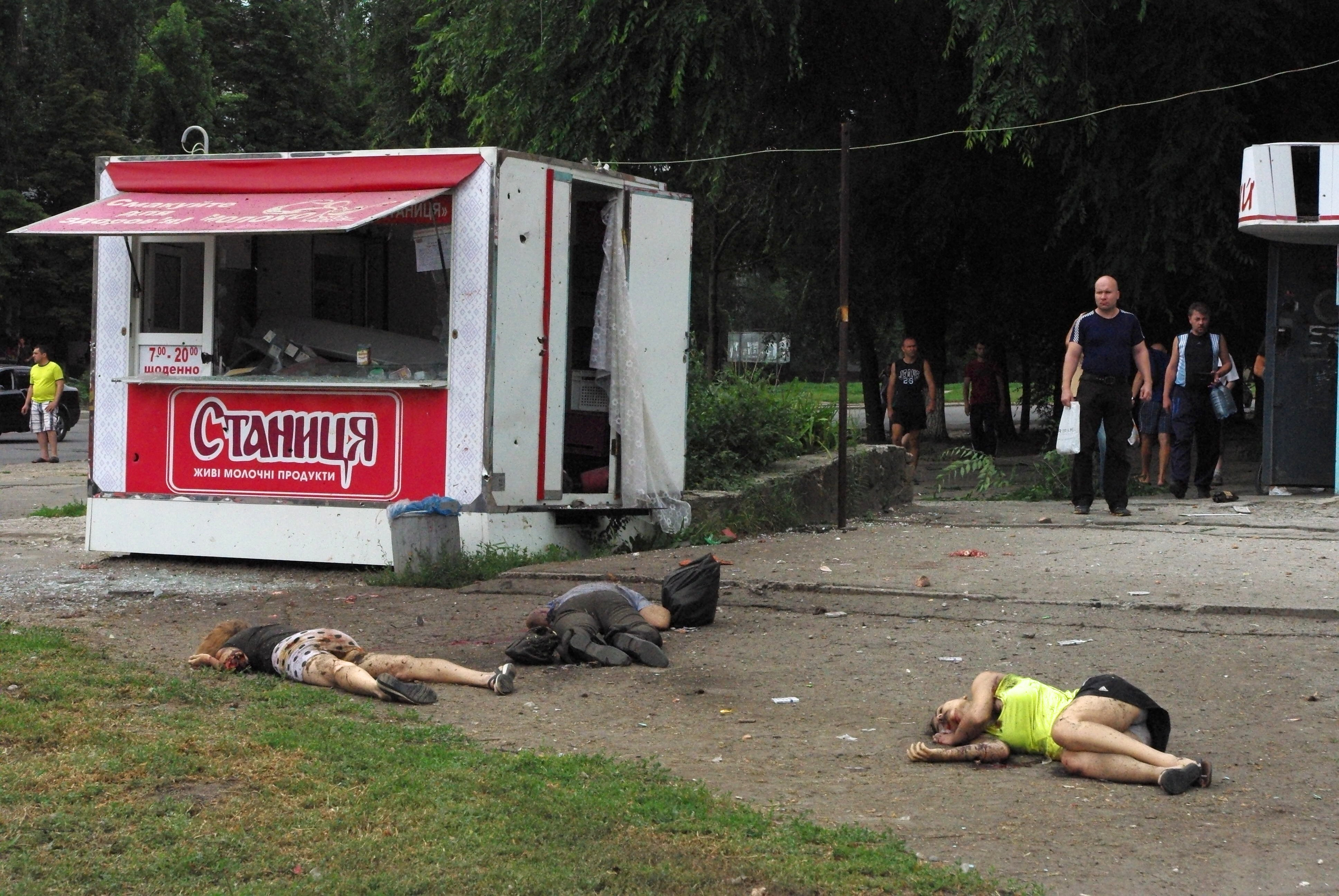
루한스크에서 포격으로 인해 사망한 민간인 (2014년 6월 18일)
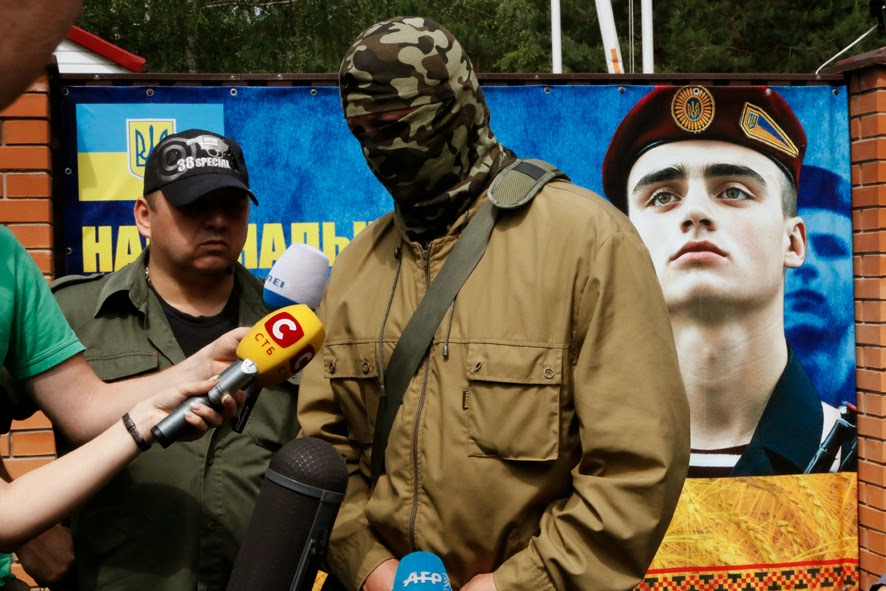
친우크라이나 돈바스 대대의 지휘관인 세멘 세멘셴코의 모습 (2014년 6월 2일)
2014년 7월 1일 이후 동우크라이나의 점령 영토 변화 지도.

## 같이 보기
- 2014년 우크라이나 친러시아 분쟁
- 2014년 러시아의 우크라이나 군사 개입
- 리틀 그린 맨 (GRU)
- 이르냐 도브한
- 돈바스 전쟁 연표
- 돈바스 전투

## 참고 문헌
- 12 May 2014 report on human rights and minority rights situation in Ukraine by the OSCE Office for Democratic Institutions and Human Rights
- 15 July 2014 report on the human rights situation in Donbass and Crimea by the OHCHR
- 28 August 2014 report on claims of war crimes by the insurgents in Donbass by Human Rights Watch
- 15 November 2014 report on the human rights situation in Donbass and Crimea by the OHCHR
- 2 March 2015 report on the human rights situation in Donbass and Crimea by the OHCHR

### 영상
- Youtube - Failed Pro-Russian Attack : Combat Footage Caught In Open Field